# تايوان
تايوان أو تَيْوَان (بفتح التاء وسكون الياء) (بالصينية التقليدية: 臺灣؛ وبالصينية المبسطة:台湾) المعروفة رسميًا باسم جمهورية الصين (بالصينية التقليدية: 中華民國؛ وبالصينية المبسطة: 中华民国) وباسم تايبيه الصينية في اللجنة الأولمبية الدولية ومنظمة التجارة العالمية، هي دولة جزرية غير معترف بها دوليًا واقعة في شرق آسيا تشكل جزيرة تايوان 99% من أراضيها، لم يكن هناك خلاف عن كون جزيرة تايوان جزء لا يتجزأ من بر الصين الرئيسي قبل عام 1949، واعتبرت جمهورية الصين عضوًا مؤسساً لهيئة الأمم المتحدة وأحد الأعضاء الخمس الدائمين في مجلس الأمن حتى استُبدل الكيان السياسي وصاحب حق العضوية عام 1971 لحق حكومة جمهورية الصين الشعبية بناءً على القرار رقم 2758 والصادر عن جمعية الأمم المتحدة باعتبار جمهورية الصين الشعبية هي الممثل الشرعي الوحيد لكل الاراضي الصينية بما فيها جزيرة تايوان  بديلا للكيان السياسي الرأسمالي السابق والذي عرف بجمهورية الصين قبل نشوب الحرب الأهلية عام 1949 والتي ترتب عنها سيطرة الشيوعيين على بر الصين الرئيسي المعروف الآن باسم جمهورية الصين الشعبية في حين فرت حكومة جمهورية الصين من بر الصين الرئيسي إلى جزيرة تايوان.
وعند نشأتها عام 1912 سيطرت جمهورية الصين على معظم أجزاء البر الصيني ومنغوليا. ومع نهاية الحرب العالمية الثانية واستسلام اليابان قامت الصين بضم مجموعة جزر تايوان وبسكادورز إلى حكمها. ومع هزيمة الحزب الوطني الصيني المعروف باسم الكوميتانج في الحرب الأهلية أمام قوات الحزب الشيوعي الصيني الجديد انتقلت الحكومة المهزومة إلى تايوان حيث أسست مدينة تايبيه كعاصمة مؤقتة للبلاد، في حين أسس أعضاء الحزب الشيوعي جمهورية الصين الشعبية في البر الصيني حيث موقعها الجغرافي المعروف الآن. في حين أصبحت جزر تايوان والبسكادورز وملحقاتهما وجزر كينمن وماتسو وبعض الجزر الصغرى الأخرى امتداداً لجمهورية الصين الزائلة بالرغم من أنها حصلت على اعتراف العديد من الدول الغربية والولايات المتحدة بها كالوريث الشرعي لجمهورية الصين مع بدايات الحرب الباردة.
أما دستورياً، فلم تتنازل جمهورية الصين عن حقها الشرعي في كونها الوريث الحقيقي والممثل الشرعي لجمهورية الصين الزائلة إلا أنها في الواقع لم تهتم كثيراً بهذه القضية، حيث تختلف وجهة النظر السياسية في جمهورية الصين على السيادة الحقيقية للبلاد حيث صرح الرئيسان السابقان للبلاد لي تينج هوي وتشن شوي بيان بأن حكومة جمهورية الصين منفصلة تماماً وهي كيان مستقل سياسياً ولا تمت بأي صلة للحكومة المسيطرة على الجمهورية الشعبية ومن ثم لا يوجد داع لإعلان استقلال البلاد المستقلة بالفعل. في حين أعلن الرئيس ما ينج جيو، الرئيس السابق لجمهورية الصين، أن بلاده دولة مستقلة ذات سيادة وأحقية في إدارة كلا من تايوان وجمهورية الصين الشعبية.
وجمهورية الصين جمهورية ديمقراطية يحكمها نظام نصف رئاسي وقانون انتخابي. ويحكم الدولة رئيس البلاد الذي يعتبر رئيس الحكومة بالمشاركة مع المجلس التشريعي صاحب السلطة في إقرار القوانين بالبلاد. وجمهورية الصين واحدة من النمور الآسيوية الأربعة ويحتل اقتصادها المركز السادس والعشرين على مستوى العالم. حيث تلعب الصناعات التكنولوجية بها دورا محوريا في اقتصاد العالم. وتحتل جمهورية الصين مراكز متقدمة للغاية في أمور أخرى مثل حرية الصحافة وجودة القطاع الصحي والتعليم الحكومي والاقتصاد الحر.

## التسمية
بالرغم من وقوع جمهورية الصين في تايوان إلا أنها نشأت مع قيام الجمهورية الصينية الأولى، وبالتالي يطلق عليها رسمياً اسم جمهورية الصين. ولكن سرعان ما استخدمت الحكومة بعد تأسيسها عام 1912 لفظاً قصيراً وهو «الصين» أو «زونغ وو» باللغة الصينية كاسم قصير للبلاد خلال مشاركتها في المحافل الدولية أو اجتماعات الأمم المتحدة. وفي خلال الفترة الممتدة بين سنتيّ 1950 و1960 شاع اسم «الصين الوطنية» لتفرقتها عن الصين الشيوعية أو جمهورية الصين الشعبية التي تحكم الجزء الواقع على الأراضي القارية من جمهورية الصين الأولى. كما عمدت حكومات جمهورية الصين إلى إطلاق اسم «الصين الحرة» على نفسها إشارة منها لعدم شرعية جمهورية الصين الشعبية. وظلت جمهورية الصين تحمل اسم «الصين» في الأمم المتحدة حتى فقدته لصالح جمهورية الصين الشعبية عام 1971 بموجب قرار من الأمم المتحدة ومن ثم أصبح اسم «الصين» لفظاً قصيراً للدلالة على جمهورية الصين الشعبية.
وقد عرفت جمهورية الصين طوال عقود طويلة باسم «تايوان» وهو مشتق من كلمة «تايوون» من لغة السيرايا المحلية المستخدمة بالجزيرة، ذلك لأن الجزيرة حاملة ذات الاسم تُشكل أغلب أراضي هذه الدولة.

## التاريخ
تأسست جمهورية الصين عام 1911 لترث أراضي سلالة تشينغ وتقضي على أكثر من ألفي عام من الحكم الإمبراطوري للبلاد. والصين هي أقدم دول شرق آسيا الباقية حتى الآن، وقد مرت الأراضي الصينية بفترات متعاقبة من حكم أباطرة الحرب والغزو الياباني للبلاد خلال الحرب العالمية الثانية وصولا إلى الحرب الأهلية بين الكوميتانج والشيوعيين، عندما انتقلت حكومة جمهورية الصين إلى جزيرة تايوان، التي شهدت ازدهاراً صناعياً ونمواً اقتصادياً وتحولاً قوياً نحو الديمقراطية منذ ذلك الحين.
وبداية من عام 1928 كانت الجمهورية الصينية جمهورية أحادية الحزب تحت حكم الكومياتنج (الحزب الوطني الصيني). وفي الفترة الممتدة بين عامي 1950 و 1960 اتخذ الكوميتانج العديد من القرارات التي كان من شأنها تخفيف حدة التوتر بالبلاد حيث قاموا بإصدار قرارات بإعادة هيكلة الأجهزة المختلفة للدولة وقرار الإصلاح الزراعي وتحديد الملكية الفردية للأراضي. عقب هذه القرارات فترة من الازدهار والنمو الاقتصادي المتسارع أصبحت فيها جمهورية الصين واحدة من النمور الآسيوية الأربعة بالرغم من التهديد المتنامي بالحرب وعدم الشعور بالطمأنينة والخطر القائم من قبل جمهورية الصين الشعبية. وفي الفترة الممتدة بين عاميّ 1980 و1990 تحولت الدولة سلمياً نحو الديمقراطية وتم إجراء أول انتخابات رئاسية بالبلاد عام 1996. وفي الانتخابات الرئاسية عام 2000 فاز تشن شوي بيان برئاسة البلاد وكان أول رئيس يحكم البلاد من خارج الحزب الوطني الصيني (الكوميتانج) منذ عام 1949. ولكن الكوميتانج عادوا للفوز في الانتخابات الرئاسية عام 2008، كما عززوا موقعهم بالانتخابات التشريعية بحصولهم على عدد أكبر من المقاعد بمجلس اليوان التشريعي.

### التأسيس (1911 - 1927)

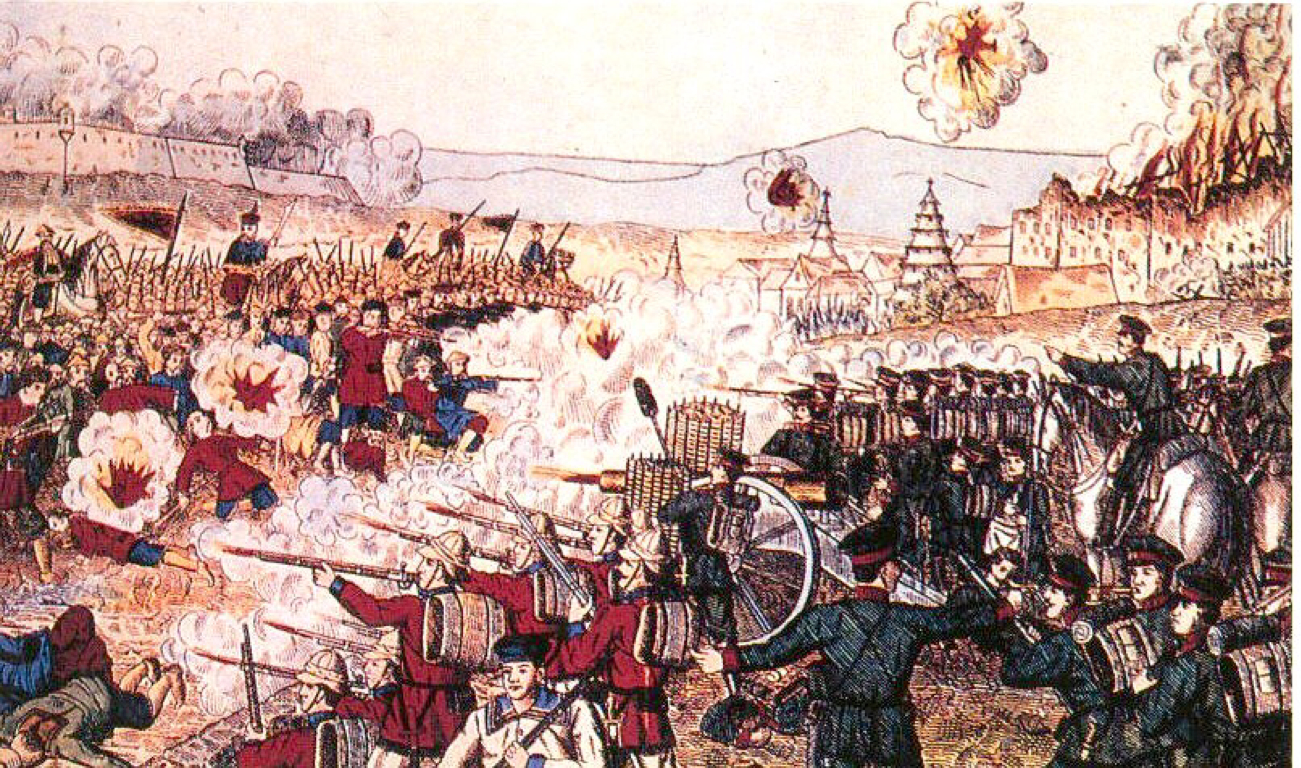
قوات الدول الثمانية العظمى أثناء التصدي لثورة الملاكمين.

في عام 1911، وبعد أكثر من ألفي عام من الحكم الإمبراطوري للبلاد، تأسست جمهورية الصين، بعد أن قامت جماعة من الثوار بالإطاحة بالنظام الحاكم والبلاط الإمبراطوري لسلالة تشينغ الحاكمة التي ظلت لمدة قرن كامل قبل هذا التاريخ تعاني من الثورات الداخلية والتحكم الدولي في شؤونها الداخلية من قبل الإمبراطوريات الأخرى، وأصبحت التعاليم الكنفوشيوسية التي وطدت حكم سلالة تشينغ للبلاد موضع تساؤل بالإضافة إلى انعدام الثقة العام بالثقافة القومية الذي دفع البلاد إلى حالة من اليأس العام مما أضطر أكثر من 40 مليون فرد من الشعب (حوالي 10% من إجمالي الشعب في ذلك الوقت)، إلى إدمان مادة الهيروين المخدرة. وخلال فترة قمع ثورة الملاكمين عام 1900 من جانب تحالف قادته ثمانية من الدول العظمى في ذلك الوقت (روسيا واليابان والمملكة المتحدة والولايات المتحدة وفرنسا وألمانيا وإيطاليا والإمبراطورية النمساوية المجرية) كانت إمبراطورية تشينغ قد ماتت إكلينيكياً بالفعل، إلا أن عدم وجود نظام حاكم بديل يأخذ بمقاليد الحكم أجّل زوالها إلى عام 1912.
أعلن قيام الجمهورية الصينية بعد نجاح ثورة «وو تشانغ» التي اندلعت شرارتها في العاشر من أكتوبر عام 1911 ضد حكم أسرة تشينغ للبلاد، وأصبح هذا التاريخ منذ ذلك الوقت العيد القومي لجمهورية الصين ويعرف باسم يوم «العشرتين»، كناية باليوم والشهر اللذان اندلعت فيهما الثورة. وفي الأول من يناير عام 1912 أعلن صن يات سين قيام الجمهورية بالصين رسمياً ونصب نفسه رئيساً مؤقتاً للبلاد لحين انتخاب رئيساً يحكم البلاد. وفي العاشر من مارس عام 1912، وكجزء من اتفاقية تنازل الإمبراطور بوئي عن عرش البلاد تم انتخاب يوان شيكاي رسمياً كرئيس للبلاد، إلا أنه قام بحل مجلس الكوميتانج وعطل العمل بالدستور بموجب سلطاته كرئيس للبلاد وأعلن نفسه إمبراطورا على الصين في الأول من يناير عام 1916.

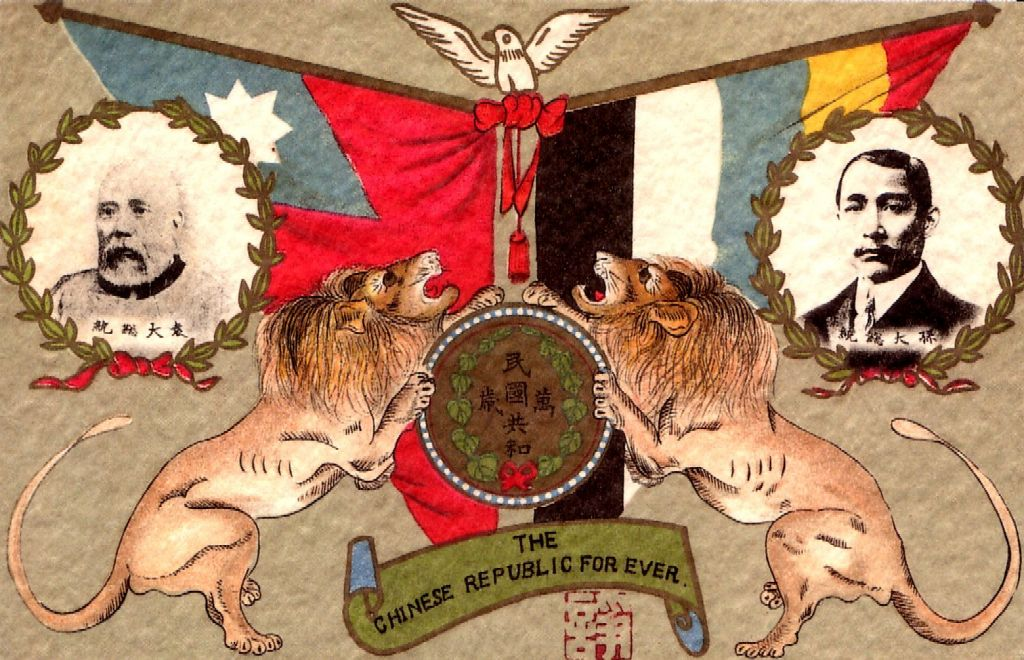
صورة لكل من صن يات سين إلى اليمين ويوان شيكاي إلى اليسار من عهد الجمهورية الأولى.

إلا أن هجره حلفاؤه وإعلان العديد من المقاطعات استقلالها عن الصين وتحولها إلى إمبراطوريات متناثرة في أيدي أباطرة الحرب دفع يوان شيكاي إلى التنازل عن كونه إمبراطورا للصين في الثاني والعشرين من عام 1916 ثم توفي لأسباب طبيعية بعدها بفترة وجيزة. فبدلاً من توحدها في دولة واحدة قوية، تفتت الصين إلى دويلات صغيرة تحت واطئة حكم أباطرة الحرب لمدة عقد كامل، كما تم نفي صن يات سين إلى مقاطعة غوانج دونغ في أقصى الجنوب الشرقي من البلاد في الفترة الممتدة بين عامي 1917 و 1920 كما تعاقبت حكومات متنافسة فيما بينها على البلاد إلى أن قام صن يات سين بإعادة تأسيس الكوميتانج مرة أخرى في أكتوبر من عام 1919 بمساعدة عناصر من الثوار البلاشفة الروس.
وكافحت حكومة بي يانغ من أجل البقاء على رأس السلطة في بكين ودار الجدل في كافة أرجاء البلاد حول كيفية مواجهة الصين للغرب. وفي عام 1919 قام مجموعة من الطلاب باعتراض شديد اللهجة حول ضعف موقف الصين وتهاونها في التعامل مع معاهدة فرساي مما أدى إلى اندلاع حركة الرابع من مايو الأمر الذي أدى لنمو الشعور الوطني بضرورة الرجوع للنظام الجمهوري الدستوري.
وقد استمدت الجمهورية الصينية الأمور التنظيمية للحكم من الاشتراكية الثورية. وبعد قيام الثورة الروسية عام 1917 حققت الماركسية انتشارا واسعا في البلاد وقام كلا من لي داجاو وشين دوشوي بنشر الحركة الماركسية - اللينينية في البلاد.

### تأسيس شيانغ كاي شيك للجمهورية (1927 - 1945)

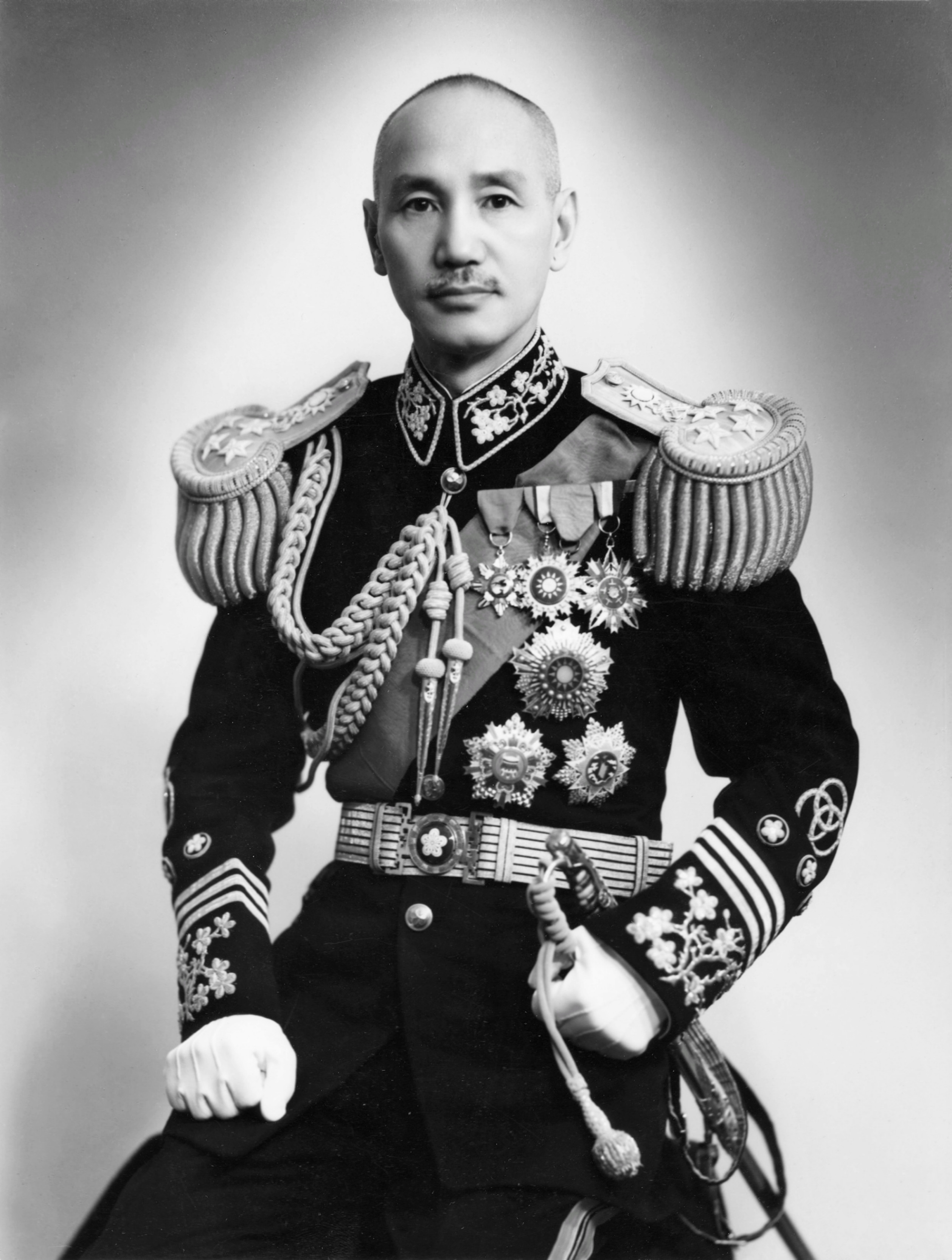
شيانغ كاي شيك بالزي العسكري الكامل.

بعد وفاة صن يات سين في مارس من عام 1925 أصبح شيانغ كاي شيك زعيما للكوميتانج. وبعد تزعمه للحزب قام شيانج بحملة عسكرية ناجحة على أباطرة الحرب في شمال البلاد بمعاونة الاتحاد السوفيتي فيما بين عامي 1926 و 1927 استطاع خلالها توحيد الصين مجددا تحت راية الكوميتانج. وخلال تلك الحملة ومنذ اللحظات الأولى للإعداد لها، قام الخبراء السوفيت بتدريب العناصر العسكرية الصينية وتوفير الدعاية والتعبئة العامة والسلاح من أجل نجاحها، إلا أن شيانغ لم يحفظ الجميل للسوفيت وقام بطرد الخبراء فور إحكام قبضته على زمام الأمور وأقدم على طرد العناصر الشيوعية واليسارية من الكوميتانج مما ألقى البلاد في أتون الحرب الأهلية. وقام شيانج بإجبار الشيوعيين على التراجع إلى داخل البلاد في محاولة منه للقضاء عليهم وقام بتوطيد دعائم جمهوريته بإقامة حكومة وطنية في نانجينغ عام 1927.
وقد حاولت حكومة شيانج النهوض بالبلاد في شتى المجالات فقامت بإنشاء الأكاديمية الصينية للعلوم وأنشأت بنك الصين والعديد من المشروعات التنموية الأخرى. وفي عام 1932 قامت الصين بإرسال أول بعثة رياضية للمشاركة في دورة الألعاب الأولمبية، وكانت البعثة مكونة من رياضي واحد فقط وهو لاعب القوى ليو شانغ شون الذي تم إرساله خوفا من مشاركته لصالح اليابان.
ولم يعكر من صفو استقرار الأوضاع الداخلية للبلاد سوى الغزو الياباني لمنشوريا عام 1931 ثم اندلاع الحرب الصينية اليابانية الثانية كجزء من معارك الحرب العالمية الثانية في الفترة ما بين عامي 1937 و 1945، وقامت الحكومة الصينية بالانسحاب ونقل مقرها من نانجينغ إلى تشونغتشينغ. وفي عام 1945 قامت القوات اليابانية الموجودة بالأراضي الصينية بالاستسلام غير المشروط للقوات الصينية وأصبحت جمهورية الصين (تحت اسم الصين) عضوا مؤسسا لهيئة الأمم المتحدة كما عادت الحكومة الصينية إلى مقرها السابق بنانجينغ.

### فترة ما بعد الحرب العالمية الثانية (1945 - 1949)

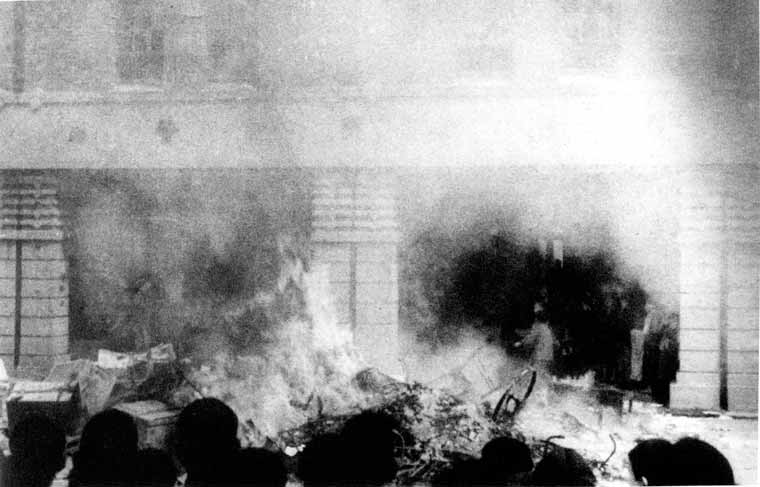
قسم الشرطة في يو دينغ مو صباح 28 فبراير 1947 (أحداث 228 الدموية).

بعد هزيمة اليابان في الحرب العالمية الثانية تم تسليم جزيرة تايوان لقوات الحلفاء بعدما قبلت القوات الصينية استسلام غير مشروط من القوات اليابانية المرابضة بالجزيرة. ومن ثم طالبت الصين في 25 أكتوبر عام 1945 بعودة تايوان إلى جمهورية الصين الأم الوريث الشرعي والوحيد لإمبراطورية تشينغ والتي كانت الجزيرة تحت حكمها. وقد عارض مناصري استقلال تايوان انضمامهم للصين معللين موقفهم بأن الانضمام جاء بدون توقيع اتفاقية سلام واضحة المعالم تحدد واجبات وتضمن حقوق الجميع. وقامت جمهورية الصين بمد نفوذها العسكري على تايوان مما أدى إلى نشر حالة من عدم الارتياح العام وزيادة التوتر بين التايوانيين والصينيين الأصليين (ساكني البر الصيني أو ما يطلق عليه في بعض الأحيان بر الصين الرئيسي). وقد أثار إلقاء القبض على أحد بائعي السجائر وكذلك مقتل أحد المارة بطلق ناري من جانب القوات الصينية في 28 فبراير عام 1947 حفيظة أهل تايوان مما أدى لنشوب العديد من التوترات الداخلية والاحتجاجات ضد وجود القوات الصينية الأمر الذي دفع الصين لقمع هذه التظاهرات بالقوة العسكرية في حادثة تاريخية تعرف الآن بواقعة 228. وقدرت الخسائر البشرية المعلنة من جهة السلطات الصينية نفسها بما يتراوح بين 18,000 و 30,000 شخص الغالبية العظمى المطلقة منهم من سكان تايوان. ومع استمرار حالة التوتر قامت السلطات الصينية بإعلان الأحكام العسكرية عام 1948.

### انتقال الحكومة لتايوان (1949 وحتى الآن)

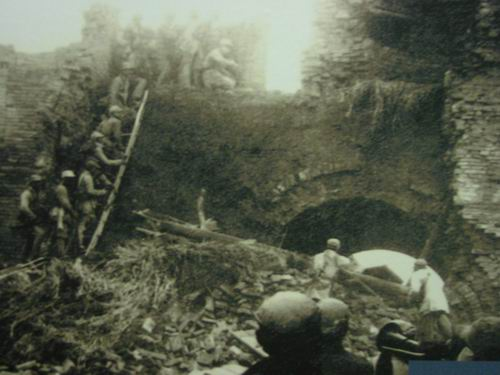
قوات الحزب الشيوعي الصيني تهاجم إحدى النقاط الدفاعية الحكومية في شاندونغ.

في سنة 1949 اندلعت الحرب الأهلية والاشتباكات المسلحة مجددا بين الحكومة الصينية والميليشيات العسكرية الشيوعية بصورة أكثر ضراوة عن سابقاتها وظهر الشيوعيون أكثر خبرة وأمهر تكتيكياً. ومع بشائر العقد الخامس من القرن العشرين كانت جمهورية الصين قد فقدت سيطرتها على بر الصين الرئيسي وهينان مما دفع شيانغ كاي شيك وأفراد حكومته إلى الفرار من نانجينغ إلى تايوان وإعلان تايبيه عاصمة مؤقتة للبلاد، وقام شيانغ بنقل احتياطيات جمهورية الصين من الذهب معه إلى تايوان كما تبعه قرابة مليوني لاجئ لينضموا إلى 6 ملايين أخرى ن من سكان تايوان. وفي هذه الأثناء قام ماو تسي تونغ بإعلان قيام جمهورية الصين الشعبية على أراضي بر الصين الرئيسي وأعلن نفسه رئيسا للبلاد.
ومع وجود هذه التهديدات، سواء داخليا بمطالبة تايوان بالاستقلال عن جمهورية الصين الأم والتهديدات من قبل الشيوعيين في بر الصين الرئيسي، انتهج نظام تشيانغ نهجا ديكتاتوريا في الوقت الذي ظلت فيه حكومة جمهورية الصين تدار من بر الصين الرئيسي حتى عام 1987 عندما ظهر ما يعرف تاريخيا بالفزع الأبيض لقمع أية معارضة سياسية في الجزيرة ضد نظام تشيانغ الحاكم، حيث تم إعدام واعتقال قرابة 140,000 من سكان تايوان بتهمة مناهضة سياسات الكوميتانج ومساندة الشيوعية.
في بداية الأمر ظنت الولايات المتحدة أن تايوان سوف تسقط في أيدي الشيوعيين مما دفعها للتخلي عن مساندة الكوميتانج والانتظار حتى تتضح الأمور، ولكن مع اندلاع النزاع مجددا بين الشقيقتين الكوريتين الشمالية والجنوبية، والذي نشأ منذ الانسحاب الياباني من شبه الجزيرة الكورية عام 1945 وتصاعدت فيه حدة الاشتباكات لدرجة نشوب حرب كاملة، ونظرا للوضع الراهن في ذلك الوقت بشأن الحرب الباردة قرر الرئيس الأمريكي هاري ترومان التدخل في الأمر وإرسال الأسطول الأمريكي السابع لمضيق تايوان وذلك لحماية الجزيرة ومنع الشيوعيين في بر الصين الرئيسي من بسط سيطرتهم على الجزيرة. وفي الثامن والعشرين من إبريل سنة 1952 دخلت معاهدة سان فرانسيسكو قيد التنفيذ تبعتها في الخامس من أغسطس للعام نفسه معاهدة تايببه والتي قضيتا باعتراف اليابان رسميا بتايوان كجمهورية الصين بعد أن أعلنت اليابان عدم اعترافها بأي معاهدة تم توقيعها مع جمهورية الصين قبل عام 1942 غير أن الولايات المتحدة والمملكة المتحدة قد اختلفتا فيما بينهما عن الوريث الشرعي لجمهورية الصين الأولى؛ هل هي جمهورية الصين (تايوان) أم جمهورية الصين الشعبية؟ مما أدى إلى تجميد المعاهدات بشأن الاعتراف بأحقية أي طرف في السيطرة على الجزيرة. ومع استمرار الحرب الأهلية الصينية طوال العقد الخامس من القرن الماضي تدخلت الولايات المتحدة مرارا للدفاع عن الجزيرة ومن ثم تم توقيع اتفاقية الدفاع المشترك بين الولايات المتحدة وحكومة جمهورية الصين في تايوان في الثاني من ديسمبر لعام 1945 واتفاقية فورموزا في التاسع والعشرين من يناير سنة 1955.

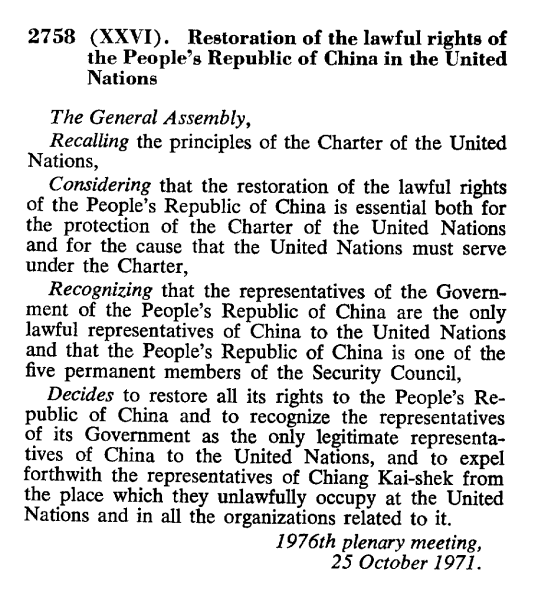
قرار الأمم المتحدة رقم 2758 والذي قضى بأحقية جمهورية الصين الشعبية في مقعد الصين وطرد تايوان من الهيئة وجميع مؤسساتها.

وخلال الفترة الممتدة بين عامي 1960 و 1970 شهدت جمهورية الصين ازدهارا واسعا وتحولت إلى دولة منتجة للتكنولوجيا بالرغم من كونها نظام حكمها نظاما أحادي الحزب؛ وفي هذه الأثناء حققت جمهورية الصين طفرة اقتصادية هائلة عرفت تاريخيا فيما بعد باسم المعجزة التايوانية وأصبحت جمهورية الصين واحدة من الببور الآسيوية الأربعة نتيجة انتهاج الحكومة نظام مالي مستقل عن النظام المالي الذي تتبعه جمهورية الصين الشعبية المعونات الخارجية للبلاد ودعم الولايات المتحدة للمنتجات التايوانية. ونتيجة للحرب الباردة اعترفت الولايات المتحدة والعديد من الدول الغربية الأخرى بجمهورية الصين كممثلا شرعيا وحيدا لجمهورية الصين الأولى وعدم شرعية حكومة جمهورية الصين الشعبية حتى عام 1971 حيث قررت الولايات المتحدة انتهاج سياسة انفراجية في علاقتها مع جمهورية الصين الشعبية أدت إلى صدور قرار هيئة الأمم المتحدة رقم 2758 لسنة 1971 والذي قضى بأحقية جمهورية الصين الشعبية في مقعد جمهورية الصين الأولى وطرد جمهورية الصين (تايوان) من مجلس الأمن وإعطاء مقعدها لجمهورية الصين الشعبية رغم المعارضة الأمريكية الشديدة للقرار. وفي عام 1972 بدأ عهد الانتخابات التشريعية لأول مرة في البلاد. وفي عام 1975 توفي تشيانغ وخلفه إبنه في الرئاسة بعد ذلك بثلاثة أعوام والذي احتفظ بالسيطرة الكاملة على البلاد. وفي عام 1979 قامت الولايات المتحدة بقطع كل العلاقات الدبلوماسية مع تايوان وإلغاء اتفاقية الدفاع المشترك بينهما.
واتجهت جمهورية الصين تدريجيا نحو الديمقراطية خلال العقد الثامن من القرن العشرين حيث سمح الرئيس تشيانغ تشينغ كيو ابن الرئيس الراحل تشيانغ كاي تشك بإنشاء أحزاب جديدة وتبعه في ذلك الرئيس لي تينغ هوي مما ساعد على نشأة أول أحزاب المعارضة وهو الحزب الديمقراطي التقدمي. وفي عام 1987 تم رفع العمل بالأحكام العسكرية تبعه بعد ذلك قانون برفع الحظر عن إنشاء الصحف. وفي إبريل من عام 1993 تم توقيع اتفاقية للتعاون الاقتصادي مع جمهورية الصين الشعبية. وفي ديسمبر من عام 1994 أقيمت انتخابات محلية فاز فيها مرشح الحزب الديمقراطي التقدمي المعارض بمنصب عمدة تايبيه بينما فاز مرشح الكوميتانج بمنصب عمدة كواسي يونج ثاني أكبر المدن بجمهورية الصين. وأدى انتهاج الحكومة للسبل الديمقراطية إلى إقامة أول انتخابات رئاسية عن طريق الاقتراع المباشر عام 1996. وفي 13 يناير 2024 انتخبت تايوان لاي تشينغ تي رئيساً للجزيرة حيث حقق لاي، المنتمي للحزب التقدمي الديمقراطي، النصر في السباق الأشد تنافساً لرئاسة تايوان منذ عقود بعد حصوله على 40.1% من الأصوات المحصاة.

## الجغرافيا

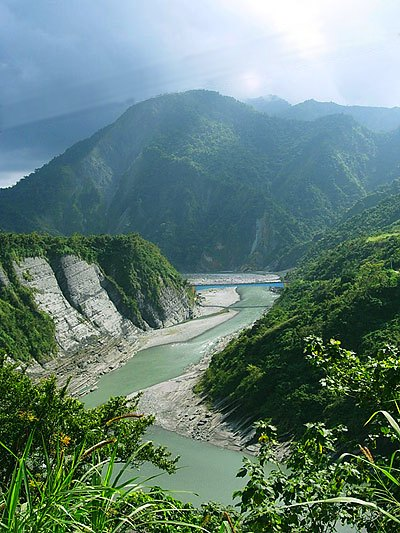
نهر سيوغولوان في جنوب غرب الجزيرة.

تايوان هي عبارة عن جزيرة تقع في جنوب شرقي آسيا، في المحيط الهادئ ويفصلها عن الصين مضيق فورموزا ولا تتجاوز المسافة بينها وبين الصين 140 كيلومترا، وتتكون تايوان من جزيرة فورموزا وعدد آخر من الجزر الصغيرة أبرزها: البيسكادورس، كيموي، مانسوا، بزاناس. ومساحة تايوان 36,197 كيلومترا، ويمر بوسطها مدار السرطان، والجزيرة مستطيلة الشكل، طولها من الشمال والجنوب وعرضها بين الشرق والغرب، وتشكل المرتفعات نصف مساحتها تقريبا، وتتركز في الجانب الشرقي، وتنحدر أرضـــها إلى تلال ثم سهول في الغرب، وانهارها صغيرة سـريعة الجريان ومعظمها يتجه إلى الغرب.
على طول الجزيرة تمتد سلسلة من الجبال، وتشغل الكتلة الجبلية المركزية شانغ يانغ ـ شانمو، نحو نصف مساحة المنطقة، وتشمل أربع سلاسل جبلية مرتفعة ممتدة من الشمال إلى الجنوب، وارتفاع معظم هذه الجبال يزيد على 3500 متر، ويرتفع جبل يوشان (موريسون) حتى 3997 مترا. وتوجد سلاسل جبلية أخرى، منها السلسلة الممتدة على طول الساحل الشرقي بين مدينتي سواو وهوالين، التي تعتبر منبع معظم الأنهار الكبيرة في الجزيرة، وسلسلة جبال تايتونغ على الساحل الغربي، وجبال تاتون البركانية في الشمال. وتشكل أقدام الجبال نطاقا ضيقاً يرتفع من 100 إلى 500 متر، يتحول تدريجيا إلى أراض منخفضة تحيط بمعظم السلاسل الجبلية الرئيسة. والسهل الساحلي وأحواض الأنهار تشكّل أراض مستوية.

### المناخ

تصنيف مناخ كوبن لتايوان

تقع تايوان على مدار السرطان، ومناخها العام استوائي بحري. المناطق الشمالية والوسطى شبه استوائية، بينما الجنوب استوائي والمناطق الجبلية معتدلة. يبلغ متوسط هطول الأمطار 2600 مليمتر (100 بوصة) سنويًا للجزيرة نفسها؛ ويتزامن موسم الأمطار مع بداية موسم الرياح الموسمية الآسيوية الشرقية الصيفية في مايو ويونيو. تشهد الجزيرة بأكملها طقسًا حارًا ورطبًا من يونيو إلى سبتمبر. والأعاصير أكثر شيوعًا في يوليو وأغسطس وسبتمبر.
يسود تايوان مناخا موسمي مداري في الجنوب وشبه مداري في الشمال، وأمطارها تسقط في الصيف والشتاء، وهي غزيرة بوجه عام، وتهب عليها أعاصير التيفون، وتغطي الغابات نصف مساحتها.
تتراوح درجة الحرارة في يناير بين 15 و 20 درجة مئوية، وفي يوليو بين 25 و 30 درجة مئوية. يتراوح معدل المتساقطات على الهضاب بين 1500 و 2500 ميليمتر في سنة، بينما يكون الطقس جافا نسبيا في بعض مناطق الشمال، وتصل نسبة المتساقطات المطرية إلى حوالي 500 ميليمتر في السنة على الساحل الغربي، وفي بعض المناطق الجبلية، حيث تهطل الأمطار بغزارة في الصيف، تفوق 5000 ميليمتر في السنة.

## الوضع السياسي

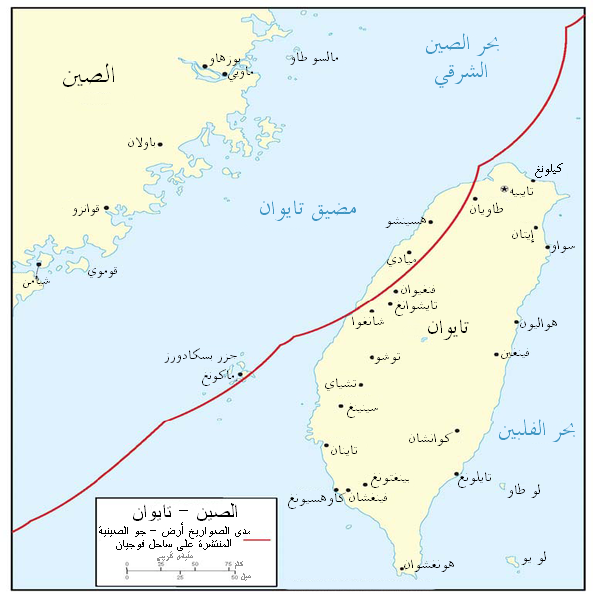
خريطة توضح مدى الصواريخ أرض-جو الصينية المنتشرة على ساحل فوجيان.

دائما ما كان الوضع السياسي في جمهورية الصين محل نزاع؛ حيث ترى جمهورية الصين الشعبية حكومة جمهورية الصين على إنها حكومة غير شرعية ولا تطلق عليها لفظ «الحكومة» بل دائما ما تشير إليها باسم «السلطات التايوانية»، في حين ترى جمهورية الصين نفسها بأنها دولة مستقلة ذات سيادة تامة على كامل أراضيها ولها دستور خاص يحكم البلاد ورئيس منتخب وجيش نظامي يحمي البلاد.

### الخلاف مع الصين
يعد الوضع السياسي الحالي بين جمهورية الصين وجمهورية الصين الشعبية من أكثر الأوضاع السياسية تعقيدا على مستوى العالم لما تراه الأخيرة في الحل العسكري حلا متقدما في حال رغبة جمهورية الصين في إعلان الاستقلال عن جمهورية الصين الشعبية وعدم قبولها للوحدة في كيان سياسي واحد. ويعد الحل العسكري حلا قانونيا ودستوريا في حال استحالت كل الجهود السلمية عن تحقيق أي تقدم فعلي في الوضع الحالي كما هو منصوص عليه في قانون مناهضة الانفصال بالدستور الصيني ومن ثم تم نشر التعزيزات العسكرية بطول ساحل فوجيان والمقابل لسواحل جزيرة تايوان.
وتروّج جمهورية الصين الشعبية لوجهة نظر سياسية وهي «الصين الموحدة» والتي تنص على إن كلا من بر الصين الرئيسي وتايوان كيان واحد يتبع كلاهما الصين الأم، كما ينص على أن حكومة الصين الشعبية هي الحكومة الشرعية الوحيدة والتي لها الحق في إدارة كل الأراضي الصينية. وتنتهج حكومة الصين الشعبية هذه السياسة في محاولة منها لدفع العالم عن الاعتراف بجمهورية الصين (تايوان) كدولة مستقلة ذات سيادة.

### التدخل الأمريكي ووجهة النظر الحالية
تعد الولايات المتحدة حليفا أساسيا لجمهورية الصين، فنتيجة للحرب الباردة قامت الولايات المتحدة بتدريب عناصر القوات المسلحة لجمهورية الصين بالإضافة إلى تزويدهم بالسلاح اللازم. وبالرغم من ذلك ترى الولايات المتحدة أن العلاقات السياسية بين جمهورية الصين وجمهورية الصين الشعبية يجب أن تقوم على سياسة الأخذ والعطاء وتقديم التنازلات من الطرفين حيث حثت الولايات المتحدة حكومة الصين الشعبية على عدم استخدام أو التهديد باستخدام القوة العسكرية ضد تايوان؛ كما حثت حكومة تايوان على ضرورة التروي واستخدام الحكمة فيما يتعلق بالوضع السياسي عبر مضيق تايوان؛ كما دعت الاثنتين بالامتناع عن اتخاذ أي قرار أحادي الجانب من شأنه تغيير الوضع الحالي بخصوص تايوان.
ومن جانبها ترى حكومة الصين الشعبية أن احتفاظ الجزيرة باسم «جمهورية الصين» أفضل بكثير من الاعتراف الدولي بشرعية استقلال تايوان في حين يطلق التايوانيون اسم «تايوان» على الجزيرة منذ تنامي الحركة الاستقلالية الداعية لاستقلال تايوان والعمل على الاعتراف بها شرعيا كدولة مستقلة.

### الآراء داخل جمهورية الصين
تنقسم الآراء داخل الحياة السياسية في جمهورية الصين بين أحزاب مؤيدة للوحدة كونت تحالفا يعرف باسم التحالف الأزرق وأحزابا أخرى تدعم الاستقلال كونت هي الأخرى تحالفا يعرف باسم التحالف الأخضر. ويضم التحالف الأزرق ثلاثة أحزاب سياسة يتزعمهم الحزب الوطني (الكوميتانج) ومعه كلا من حزب الشعب الأول والحزب الجديد، في حين يضم التحالف الأخضر هو الأخر ثلاثة أحزاب يتزعمهم الحزب الديمقراطي التقدمي ومعه كلا من حزب التضامن وحزب الاستقلال.
ويتبنى الكوميتانج سياسة الأخذ والعطاء التي دعت إليها الولايات المتحدة واضعا نصب عينيه هدف وحيدا لغايته وهي تحقيق الوحدة الشاملة مع جمهورية الصين الشعبية إلا أنه لا يسعى لهذا الهدف في المدى القريب وذلك عن يقين تام بمعارضة الكثير من أعضاء الحزب وأفراد الشعب عامة لهذه الخطوة الخطيرة في الوقت الراهن. وقد وضع ما ينغ جيو متطلبات أساسية أمام حكومة جمهورية الصين الشعبية يجب تلبيتها أولا من أجل قبول الوحدة وتتمثل هذه الشروط في الارتقاء بمستوى الديمقراطية وتحقيق معدلات من النمو الاقتصادي تقارب مثيلتها في تايوان مع توزيع عادل للثروة.
أما عن الجانب الأخر والذي يقوده الحزب الديمقراطي التقدمي فإنه يتبنى سياسات داعية للاستقلال التام عن الصين إلا أنه -هو الأخر- يدافع فعليا عن سياسة الأخذ والعطاء وذلك خشية من أفراد الحزب من توجيه استفزازات لإدارة الصين الشعبية.
وكان تشن شوي بيان، الرئيس السابق للحزب الديمقراطي التقدمي، قد أعلن في وقت سابق عندما كان يرأس الحزب أن أي قرار سيتم الوصول إليه سيكون مطروحا أمام استفتاء شعبي عام لقبوله أو رفضه. ويتبنى الحزبين حاليا سياسة واحدة وهي محاولة دمج جمهورية الصين في بوتقة السياسة العالمية عن طريق المشاركة في المنظمات والهيئات الدولية؛ ففي الوقت الذي يقبل فيه الكوميتانج مبدأ الصين الواحدة والمشاركة الدولية ككيان مشترك مع جمهورية الصين الشعبية يرى الحزب الديمقراطي التقدمي ضرورة مشاركة تايوان في الحياة السياسية الدولية كدولة مستقلة ذات سيادة.
وفي الثاني من سبتمبر عام 2008 أجريت صحيفة شمس المكسيك (بالإسبانية: El Sol de México) المكسيكية لقاء صحفيا مع الرئيس التايواني ما ينغ جيو وسألته عن رأيه في الوضع الحالي بين «الصينيتين» وما إذا كان هناك حل لمشكلة السيادة يلوح في الأفق - ورد الرئيس قائلا أن العلاقة ليست بين صينيتين ولا حتى دولتين ولكنها علاقة من نوع خاص أما بخصوص المشاكل السيادية فقد أكد أنه لا يمكن حل هذه المشاكل على المدى القريب إلا أنه أشار لمؤتمر الوفاق الذي عقد عام 1992 وقبله الطرفان كحل مؤقت للوضع الحالي. وكان المؤتمر الذي عقد في هونغ كونغ في نوفمبر من عام 1992 (ومثلت جمهورية الصين الشعبية خلاله هيئة العلاقات عبر مضيق تايوان في حين مثلت فيه مؤسسة التبادل عبر المضيق الجانب التايواني وكلتاهما منظمتان شبه حكوميتان) قد انتهى بتأكيد الجانبين لمفهوم الصين الواحدة إلا أنهما اختلفتا حول أحقية كل منهما في تمثيل تلك الصين الواحدة حيث أيد كل منهما موقفه كالممثل الشرعي الوحيد للصين الموحدة.

## السياسة

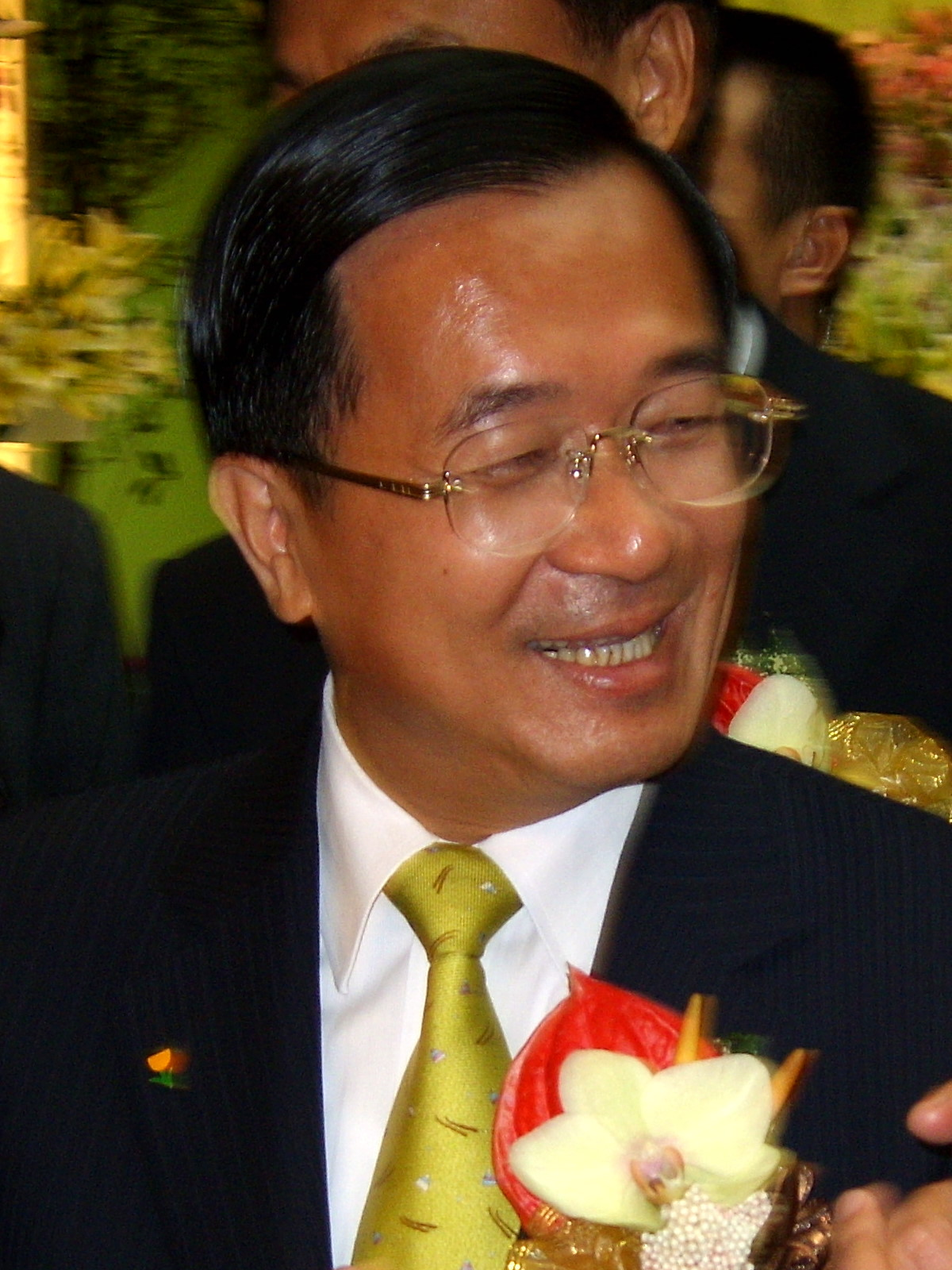
تشن شوي بيان أول رئيس لجمهورية الصين خارج الكوميتانج.

وضع دستور جمهورية الصين قبل سقوط بر الصين الرئيسي في أيدي الشيوعيين. وقام بوضعه أعضاء الكوميتانج وكان دستورا عاما لا يطبق في بر الصين الرئيسي فقط بل في كل أراضي الدولة بما في ذلك جزيرة تايوان ومع ذلك قام الحزب الشيوعي الصيني بمقاطعة الدستور وتعليق العمل به. وأصبح الدستور قيد التنفيذ في الخامس والعشرين من ديسمبر عام 1947.
ومرت جمهورية الصين بفترة من الحكم العسكري بداية من عام 1948 وحتى عام 1987 وفي خلال تلك الفترة تم تعطيل أجزاء عديدة من الدستور. وكانت للتعديلات السياسية التي قامت بها الحكومة في أواخر عقد السبعينيات من القرن العشرين والتي استمرت حتى مطلع التسعينيات منه الأثر الكبير في تحرير البلاد من حكم الحزب الواحد وتحويلها إلى دولة ديمقراطية متعددة الأحزاب. ومنذ رفع الأحكام العسكرية تحررت البلاد وتمتعت الأفراد والهيئات بمساحات أكبر من الحرية كما تم تعطيل أجزاء الدستور المعنية بأمور جمهورية الصين ككل (أي بر الصين الرئيسي وتايوان ومنغوليا الداخلية وجزر بحر الصين الجنوبي وباقي الجزر الصغيرة الأخرى). واستمرت مسيرة الإصلاح السياسي، وفي عام 2000 فاز الحزب الديمقراطي التقدمي لأول مرة في تاريخ البلاد منهيا فترة طويلة من حكم الكوميتانج للبلاد. وفي عام 2005 تم تأسيس الجمعية الوطنية كسلطة تشريعية أخرى للبلاد بجانب اليوان التشريعي ومن أجل تقليل عدد المقاعد البرلمانية، إلا أن الجمعية الوطنية قامت فيما بعد بالتصويت على حل نفسها ونقل كل سلطاتها التشريعية للاقتراع الشعبي.

### المعسكرات السياسية الكبرى

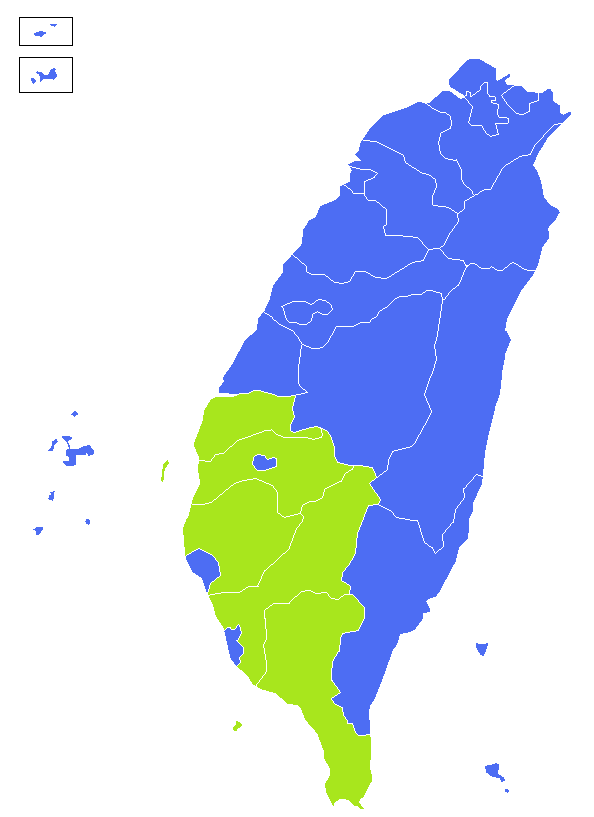
نتيجة الانتخابات الرئاسية عام 2008 والتي فاز بها الكوميتانج (باللون الأزرق)، بينما اكتفا الحزب الديمقراطي التقدمي بالمركز الثاني.

تنقسم الساحة السياسية بجمهورية الصين إلى معسكرين سياسيين كبيرين وهما: التحالف الأزرق والمؤلف من أحزاب تتبنى فكرة الوحدة الكاملة مع بر الصين الرئيسي وتكوين وحدة سياسية واحدة ويتزعم هذا التكتل الحزب الوطني (الكوميتانج) وهو حزب يميني وسطي ومعه الحزب الجديد. وعلى الجانب الأخر التحالف الأخضر والمؤلف من أحزاب تدعم فكرة الانفصال التام عن بر الصين الرئيسي وتسعى للحصول على اعتراف العالم بجمهورية الصين كجمهورية مستقلة ذات سيادة وغير مرتبطة بتاتا بجمهورية الصين الشعبية والتي تحكم أراضي بر الصين الرئيسي بالإضافة لتغيير اسم البلاد من جمهورية الصين لتايوان مع الحصول على مقعد في الأمم المتحدة، ويتزعم هذا التكتل الحزب الديمقراطي التقدمي وحزب التضامن التايواني.
وفي الثلاثين من سبتمبر عام 2007 إبان حكم الحزب الديمقراطي التقدمي للبلاد، قامت الحكومة بإجراء تعديل دستوري من شأنه اعتماد الجنسية الصينية لحامليها من سكان جمهورية الصين الشعبية جنسية أجنبية عن جمهورية الصين (تايوان) وإصدار القوانين اللازمة لاعتبار جمهورية الصين الشعبية «دولة عادية» كما نادت الحكومة بإجراء تعديلات دستورية لإعادة تسمية البلاد باسم «تايوان» دون الاستغناء عن «جمهورية الصين».
ويهدف التحالف الأخضر والقائمون على سياسته تعزيز مفهوم جمهورية الصين كجمهورية مستقلة تختلف تماما عن جمهورية الصين الشعبية ولا تمت لها بصلة. كما يرغب العديد من أعضاء التحالف ومؤيديه إعلان استقلال البلاد صراحة عن جمهورية الصين الشعبية وإسقاط اسم جمهورية الصين عن البلاد واستخدام اسم تايوان كاسم رسمي لها. في حين يتبنى بعض من أعضاء الحزب سياسة وسطية ومنهم الرئيس السابق للبلاد تشن شوي بيان الذي صرح بأنه لا توجد ضرورة لإعلان استقلال جمهورية الصين «لأنها دولة مستقلة فعليا» كما إنه لا يوجد فرق بين اسمي «تايوان» و«جمهورية الصين».
في حين يدعم أعضاء التحالف الأزرق مفهوم «الصين الواحدة» والذي يؤكد على وجود «صين واحدة» لها حكومة شرعية واحدة وهي حكومة جمهورية الصين. ويدعو التحالف الأزرق إلى الوحدة مع جمهورية الصين الشعبية، ويعد رفع القيود عن الاستثمارات الصينية في البلاد واستئناف المحادثات مع جمهورية الصين الشعبية وفتح قنوات اتصال مباشرة هو الشغل الشاغل لأعضاء التحالف الأزرق الآن. أما بخصوص الاستقلال أو الوحدة فيفضل التحالف الأزرق التمسك بسياسة الأخذ والعطاء إذ أن خيار الوحدة الكاملة غير متاح على الساحة حاليا.

### القضايا السياسية الراهنة

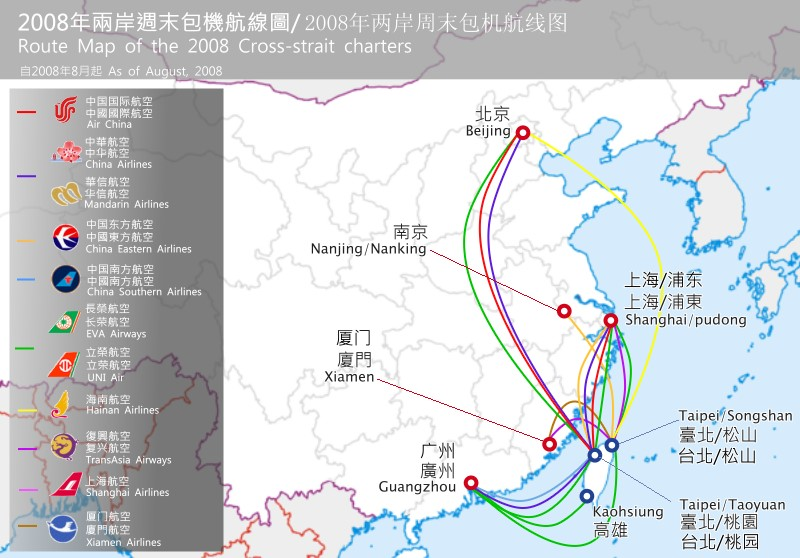
رحلات الطيران العارضة كما كانت في عام 2008.

تعتبر العلاقات المباشرة مع جمهورية الصين الشعبية هي القضية السائدة على الساحة السياسية بجمهورية الصين. فمنذ أكثر من ستين عام لا توجد مواصلات مباشرة بين تايوان وجمهورية الصين الشعبية حيث انقطعت رحلات الطيران المباشرة بينهما مما أضر بمصالح رجال الأعمال التايوانيين الذين قاموا بافتتاح أفرع لمصانعهم وشركاتهم بجمهورية الصين الشعبية. وقد أثارت هذه المسألة حفيظة القيادات بالحزب الديمقراطي التقدمي إذ يخشون أن تعمق مثل هذه القرارات العلاقات بين الدولتين وهم ما يرفضوه سعيا منهم للاستقلال عن البلاد. وفي خلال خطبته عشية السنة الميلادية الجديدة في عام 2006 أعلن الرئيس تشن شوي بيان عن توجيهاته بفتح طرق للمواصلات المباشرة بين الصين وتايوان وقامت أولى رحلات الطيران العارضة الأسبوعية في يوليو من عام 2008 خلال حكم الكوميتانج للبلاد، كما قامت أولى رحلات الطيران المباشر اليومية في ديسمبر من العام نفسه.
وتتضمن قائمة القضايا السياسية الهامة بالبلاد قضية تمرير فاتورة صفقة للسلاح كانت الحكومة قد قامت بشرائها من الولايات المتحدة خلال عام 2001. وخلال عام 2008 أحجمت الولايات المتحدة عن بيع صفقة سلاح أخرى لتايوان خشية منها في تعطيل التقدم في المباحثات بين جمهورية الصين وجمهورية الصين الشعبية. كما تسعى الحكومة لإنشاء لجنة قومية للاتصالات لتحل محل المكتب الحكومي للمعلومات والذي تمثل ميزانيته عبئا على ميزانية الإعلام في البلاد.
كما أصبحت الأحزاب السياسية والساسة أنفسهم من المشاكل السياسية بالبلاد. حيث تم الإعلان عن تورط بعض الأعضاء البارزين بالحزب الديمقراطي التقدمي في قضايا للفساد. كما تم اتهام الرئيس تشن شوي بيان شخصيا بالتورط في قضايا للفساد أوائل عام 2006 مما أثر كثيرا على وضع الرئيس والحزب نفسه حيث أدت الإتهامات الموجهة للرئيس إلى انقسام حاد داخل الحزب حيث قام شيه مينغ ته، الرئيس السابق للحزب الديمقراطي التقدمي، بإنشاء جبهة داخلية داخل الحزب تطالب الرئيس بالتنحي عن سلطاته. كما دخل الكوميتانج هو الأخر دائرة الضوء بخصوص ممتلكاته حيث كان من أغنى الأحزاب على مستوى العالم، حيث طالت الاتهامات بالفساد رئيسه والرئيس الحالي للبلاد، ما ينغ جيو، إلا أن المحكمة قامت بتبرئته من أي اتهامات بذلك قبل خوضه الانتخابات الرئاسية في حين تم إدانة الرئيس السابق تشن شوي بيان في قضايا للفساد وغسيل الأموال فور انتهائه من فترة حكمه الثانية للبلاد.
بالإضافة إلى ذلك هناك بعض الخلافات السياسية داخل التحالف الأزرق بين الكوميتانج والحزب الشعبي الأول نتيجة سلسلة من الانشقاقات من الحزب الشعبي الأول تجاه الكوميتانج.

### قضية الهوية القومية

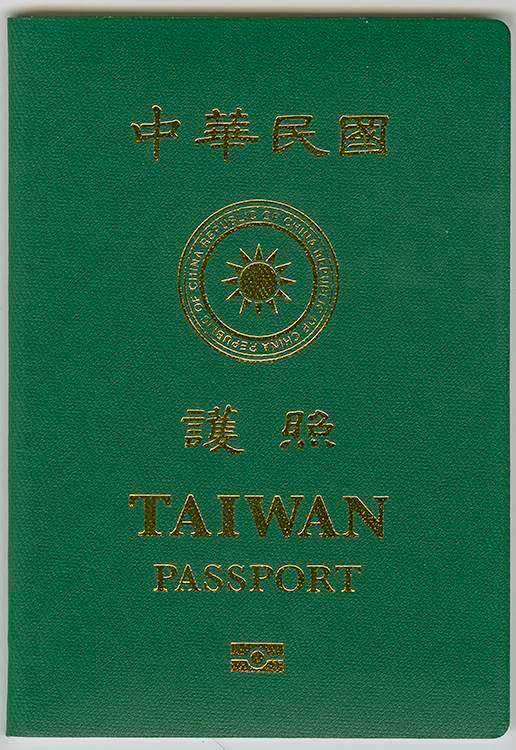
صورة لواجهة جواز السفر التايواني الصادر عام 2021 والذي كتب عليها اسم تايوان بالإنكليزية فقط دون الصينية.

ينحدر غالبية سكان جزيرة تايوان (قرابة 85% من السكان) من أصول هان الصينية، وهؤلاء هاجروا من بر الصين الرئيسي إلى جزيرة تايوان فيما بين عامي 1600 و 1895. كما هاجرت نسبة مؤثرة أخرى من سكان الجزيرة بين عامي 1940 و 1950 ينحدرون من نفس الأصول، وقدرت هذه الهجرة بعدد مليونيّ فرد في حين كان عدد سكان الجزيرة 6 ملايين نسمة، وبالرغم من تلك الروابط البشرية فقد حكمت كل من الصين وتايوان سويا لمدة خمسة سنوات فقط في الفترة الممتدة منذ سنة 1895 وحتى الآن. وقد أدى الانحدار من أصل ثقافي واحد بالإضافة إلى العديد من السنوات من الفرقة الجغرافية والسياسية والتدخل الأجنبي علاوة على العداء المتبادل بين الغريمتين (جمهورية الصين وجمهورية الصين الشعبية) إلى جعل قضية الهوية القومية إحدى القضايا الشائكة التي تلقى على عاتق الحكومات المتعاقبة دون إيجاد حل قاطع لها. فمنذ التحول للديمقراطية ورفع الأحكام العسكرية عن البلاد وإصدار الهوية التايوانية (التي تتعارض مع الهوية التايوانية المنبثقة عن الهوية الصينية) أصبحت مشكلة الهوية محور الاجتماعات والمناقشات السياسية. فقبول العمل بتلك الهوية يعني الانفصال الفعلي والتام عن بر الصين الرئيسي مما قد يعتبر خطوة تجاه إعلان استقلال تايوان شرعيا والاعتراف بها دوليا؛ ويؤيد التحالف الأخضر تلك الخطوة معتبرا إصدار هوية قومية تايوانية منفصلة خطوة ضرورية في مصلحة البلاد، في حين يدعم التكتل الأزرق وحكومة جمهورية الصين الشعبية الهوية الصينية المعمول بها حاليا. وقد ظل الكوميتانج معارضا للهوية التايوانية المنفصلة إلا أنه قام بالتحول نحو دعم إصدار هوية تايوانية منبثقة عن الهوية الصينية (وليست هوية تايوانية مستقلة) في السنوات الأخيرة.
وفي استطلاع رأي حول وجهة نظر الرأي العام بشأن هذه القضية، أجري في شهر مارس من عام 2009، تبين أن 49% من الجمهور يعتبرون أنفسهم تايوانيون فقط بينما أيد 44% من الجمهور انتمائهم لكل من الصين وتايوان في حين صرح 3% منهم بأنهم صينيون فقط. كما قامت الحكومة باستطلاع رأي أخر في يوليو من نفس العام أكد فيه 82.8% من الجمهور أن جمهورية الصين لا علاقة لها أبدا بجمهورية الصين الشعبية وكلتاهما تمثلان نظامين سياسييين مختلفين شكلا وموضوعا.
| هيئة الإحصاء                                                     | تايوانيون | صينيون | تايوانيون وصينيون    |
| ---------------------------------------------------------------- | --------- | ------ | -------------------- |
| لجنة البحوث والتنمية والتقييم، مجلس اليوان التنفيذي (أبريل 2008) | %67.1     | %13.6  | %15.2                |
| مركز TVBS للاستطلاع (يونيو 2008)                                 | %45       | %4     | %45                  |
| مجلة الكومنولث (ديسمبر 2009)                                     | %62       | %8     | %22                  |
| جامعة تشينغتشي الوطنية (يونيو 2010)                              | %51.6     | %3.8   | %40.4                |
| مركز TVBS للاستطلاع (مارس 2009)                                  | %72       | %16    | (لم يوضع هذا الخيار) |
| مركز TVBS للاستطلاع (مارس 2009)                                  | %49       | %3     | %44                  |

### الحكومة

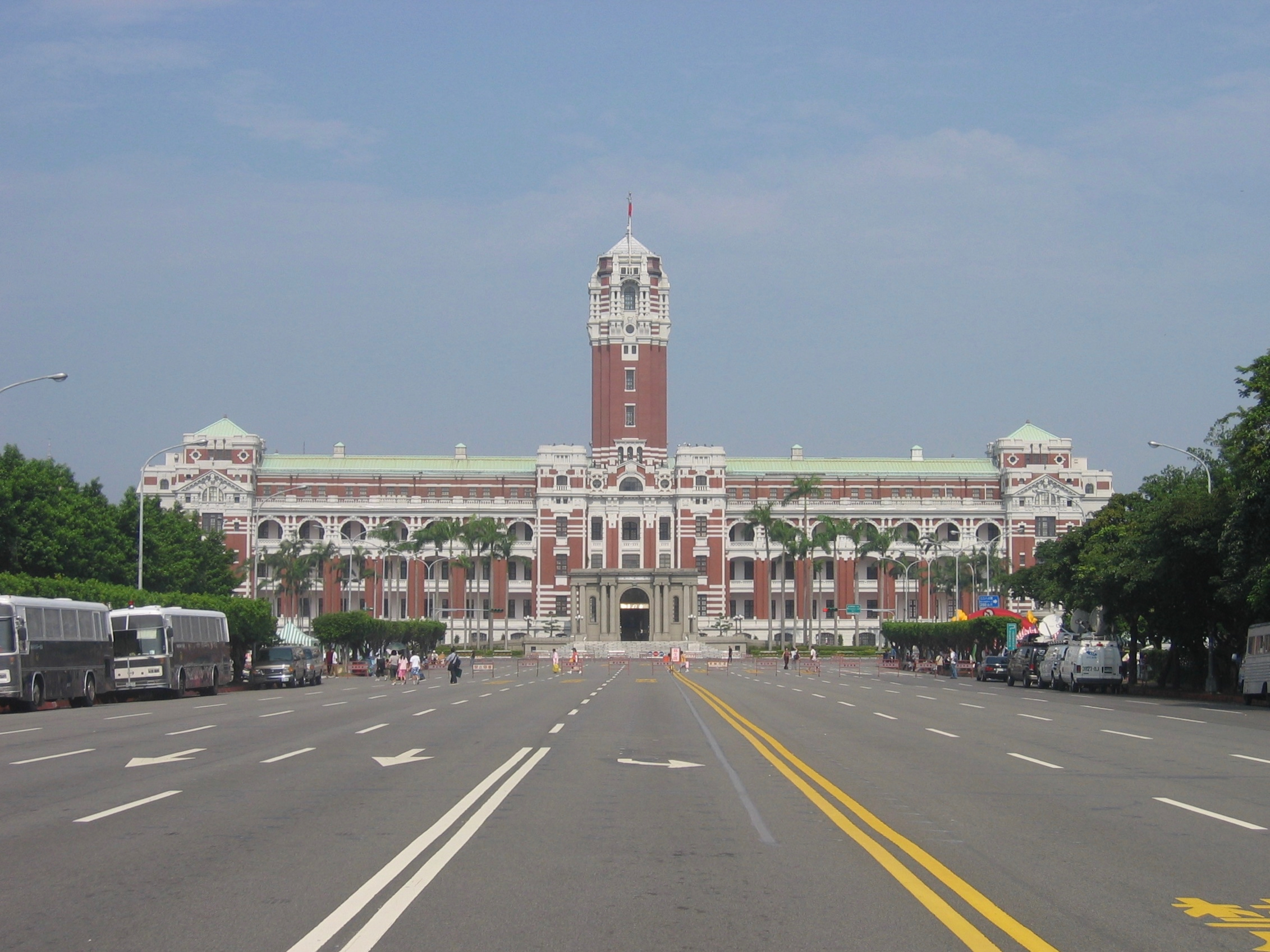
القصر الرئاسي بمدينة تايبيه.

تم تأسيس حكومة جمهورية الصين وفقا للدستور والمبادئ الثلاثة التي وضعها صن يات سين وتعرف باسم المبادئ الشعبية أو مبادئ الشعب، وهي تنص على أن تكون حكومة الجمهورية الصينية حكومة ديمقراطية من الشعب ومن أجل الشعب. ويتم تقسيم الهيكل الحكومي بجمهورية الصين إلى خمسة أجهزة تنفيذية يعرف كل منها باسم «اليوان»؛ وهي: المجلس التنفيذي (ويعرف عامة باسم اليوان) والمجلس التشريعي والمجلس القضائي وجهاز الرقابة الإدارية وجهاز الفحص. ويمثل كلا من التحالف الأزرق والتحالف الأخضر التكتلين السياسيين الأساسيين في جمهورية الصين.

### الرئيس

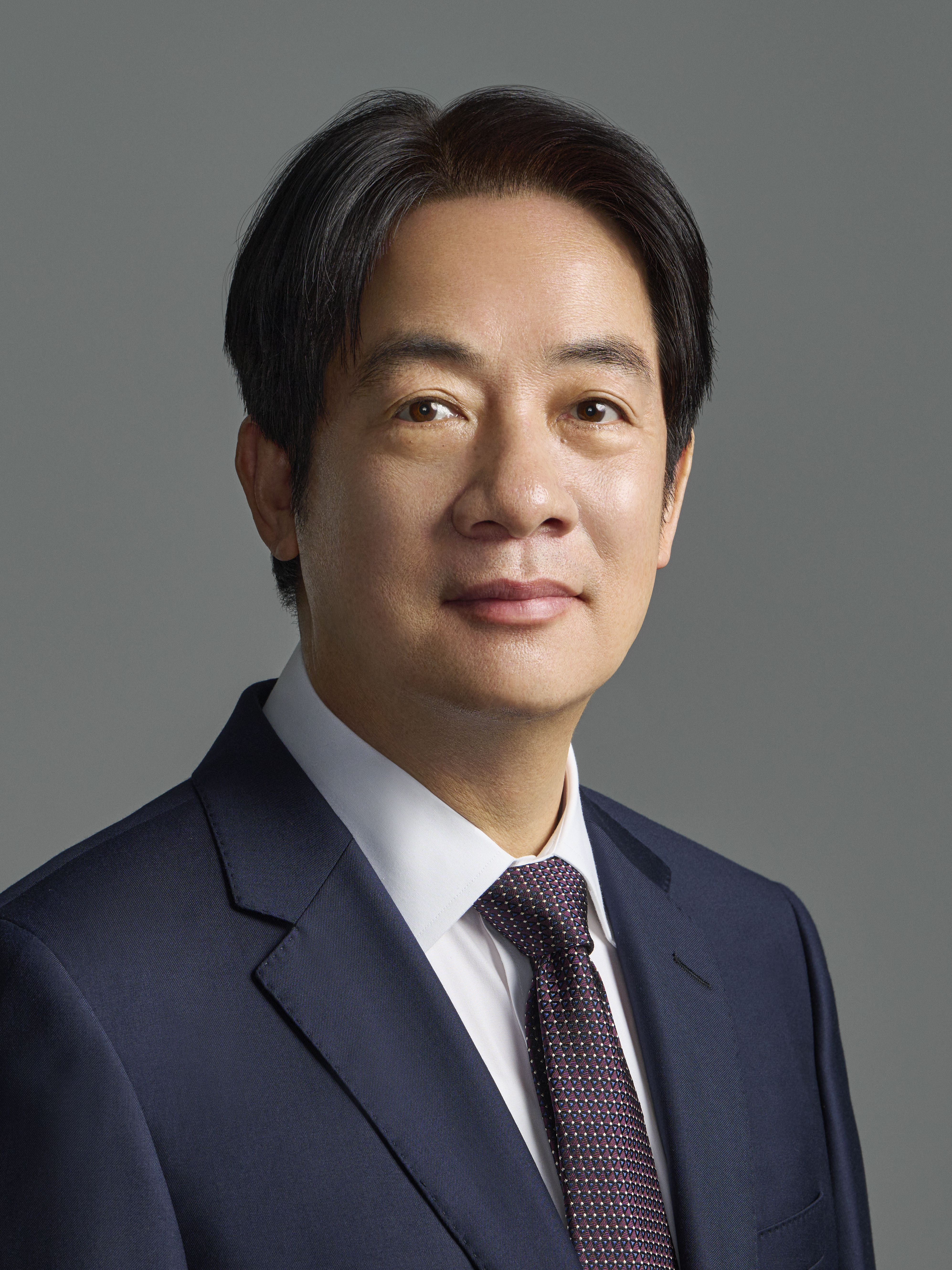
لاي تشينغ دي، رئيس جمهورية الصين.

الرئيس هو رأس الجهاز الحكومي للدولة. ويتم انتخاب رئيس البلاد ونائبه عن طريق الاقتراع السري المباشر لفترة رئاسية مدتها أربعة سنوات قابلة للتجديد. ويحتفظ الرئيس بسلطاته على اليوان كما يقوم بتعيين أعضاء المجلس التنفيذي والذين يقومون بعمل الوزراء كما يقوم الرئيس بتعيين رئيس الوزراء الذي يكون بمثابة رئيس المجلس التنفيذي في حين يقوم الأعضاء (الوزراء) بالأمور السياسية والتنفيذية.

### اليوان التنفيذي
لا يتفق النظام السياسي في جمهورية الصين مع باقي الأنظمة السياسية التقليدية الأخرى. إذ يستطيع الرئيس تعيين رئيس الوزراء دون الحاجة لموافقة أعضاء المجلس التشريعي على اختياره في حين يستطيع المجلس التشريعي تمرير القرارات للسلطة التنفيذية دون الحاجة لموافقة الرئيس على تلك القرارات أيما كانت إذ لا يمتلك هو أو رئيس الوزراء حق نقد تلك القرارات التي قام المجلس التشريعي بالتصديق عليها لذا لا توجد دوافع كبيرة لمناقشة أي قرار اتخذه المجلس التشريعي إذا كانت غالبية أعضاؤه لا ينتمون لنفس الحزب الذي ينتمي إليه رئيس الدولة. جدير بالذكر أنه بعد نجاح الرئيس السابق تشن شوي بيان عن التحالف الأخضر في الانتخابات الرئاسية سنة 2000 تعطلت التشريعات بصورة مستمرة وذلك لوجود الجهاز التشريعي في قبضة الأغلبية من أعضاء التحالف الأزرق. وتاريخيا كانت السيادة في جمهورية الصين للرجل الأول في ظل نظام حكم أحادي الحزب مما أعطى سلطات تنفيذية مطلقة لرئيس البلاد تم تقنينها حاليا في ظل العمل بالدستور الجديد بالرغم من أن الدستور الجديد لم يحدد صراحة مدى السلطة التنفيذية التي يتمتع بها رئيس البلاد.

### السلطة التشريعية
الهيئة التشريعية الرئيسية والوحيدة بجمهورية الصين هي اليوان التشريعي المؤلف من 113 مقعدا. ويتم انتخاب ثلاثة وسبعون من أعضائه بالاقتراع الشعبي عن طريق القوائم الانتخابية الموحدة عن كل حزب سياسي؛ ويتم اختيار أربعة وثلاثين عضو عن طريق احتساب نسبة الاصوات التي حصل عليها كل حزب خلال الانتخابات الأولى في الدوائر الانتخابية على مستوى الجمهورية وذلك عن طريق قوائم منفصلة لكل حزب على حدى؛ وأخيرا يتم اختيار ستة أعضاء عن طريق انتخاب ثلاثة أعضاء من دائرتين انتخابيتين تابعتين للسكان الأصليين للجزيرة. ويتم اختيار أعضاء اليوان التشريعي لفترة برلمانية مدتها ثلاث سنوات. وسابقا كانت الجمعية الوطنية (مجلس العموم) هي من تقوم بالأمور التشريعية كونها ذات صفة دستورية وهيئة تصويتية بالإضافة إلى بعض المهام البرلمانية التي كانت توكل لها إلى أن تم إلغاء الجمعية الوطنية في عام 2005 مع نقل جميع سلطاتها التشريعية إلى اليوان التشريعي.

### السلطة القضائية

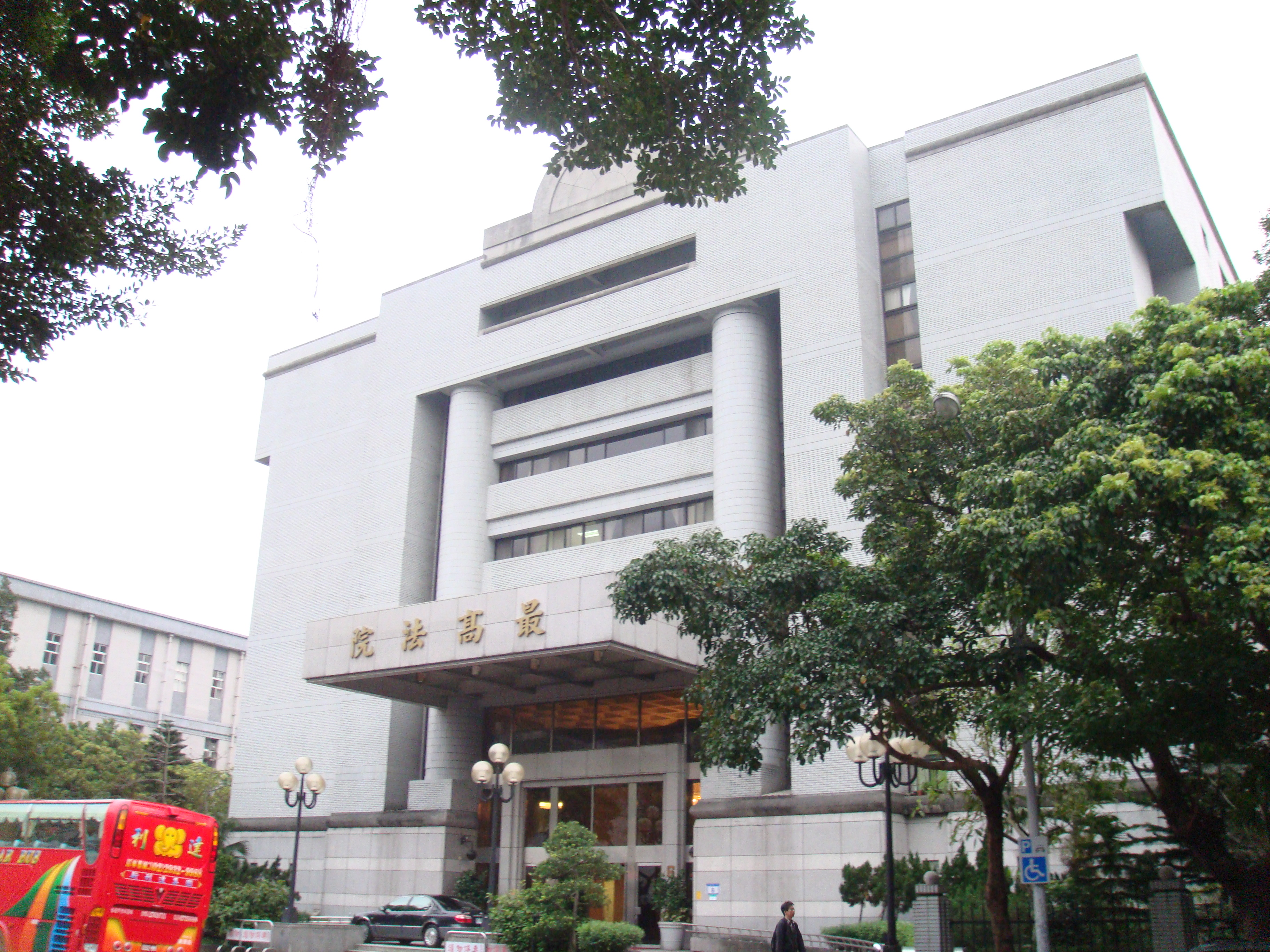
مبنى المحكمة العليا في مدينة تايبيه.

اليوان القضائي هو أكبر سلطة قضائية في جمهورية الصين حيث يقوم بتأليف الدستور واعتماده وإصدار القوانين والتشريعات التي تنظم الحياة المدنية والسياسية للبلاد. ويكون رئيس اليوان القضائي ونائبه سويا مع خمسة عشر فردا من القضاة المجلس الأعلى للمحاكم ويتم اختيار أعضاء المجلس عن طريق رئيس البلاد مع ضرورة موافقة اليوان التشريعي عليهم. وتعتبر محكمة الدولة العليا أكبر المحاكم بالدولة وتتكون من العديد من الدواوين المختصة بالشؤون المدنية والجنائية ويتكون كل ديوان من قاض للقضاة (رئيس المحكمة) وأربعة مستشارين يتم تعيينهم جميعا مدى الحياة. وفي عام 1993 تم إنشاء محكمة تشريعية مختصة للنظر في الأمور التشريعية بالإضافة إلى تنظيم نشاط الأحزاب المختلفة وإسراع نحو التحول للديمقراطية. ولا تتم المحاكمات أمام هيئة محلفين ولكن يظل الحق في محاكمة علنية عادلة أمر يكفله القانون ويتم احترامه عمليا. وأي قضية لا يتولاها قاض واحد حتى النهاية، كما هو الحال في بعض الدول، بل يمكن تسليمها من قاض لأخر.
لا تزال تايوان، مثلها مثل معظم الديمقراطيات الآسيوية، تسمح بعقوبة الاعدام. وقد بذلت جهود من جانب الحكومة لخفض عدد حالات الإعدام، على الرغم من أنها لم تكن قادرة على إلغائها بالكامل. أظهرت إحصائية من عام 2006، أن حوالي 80% من التايوانيين يعارضون إلغاء عقوبة الإعدام.

### الرقابة الإدارية
اليوان الرقابي أو جهاز الرقابة الإدارية عبارة عن أداة رقابية لمراقبة ومتابعة السلطة التنفيذية بالبلاد. ويمثل لجنة قائمة بذاتها للاستجواب والنظر في المخالفات الحكومية مثل الكسب غير المشروع والتربح من المنصب الحكومي، وهو مماثل للمحكمة الرقابية بالاتحاد الأوروبي ومكتب متابعة ومحاسبة الحكومة بالولايات المتحدة.

### الفحص
ويختص يوان الفحص بالموافقة أو الاعتراض على تعيين المستخدمين الحكوميين وتحديد مدى أهليتهم لشغل المناصب الحكومية المرشحين لها. ويعتمد يوان الفحص على النظام الذي كان يستخدم في الإمبراطورية الصينية القديمة والذي كان يتطلب من المتقدم للمنصب الحكومية اجتياز الاختبارات في خمسة مواد وهي العلوم العسكرية والقانون المدني وقوانين العوائد والضرائب والزراعة وأخيرا الجغرافيا وكانت هذه الاختبارات تدوم لأكثر من 72 ساعة. ويشابه يوان الفحص في مهامه مكتب اختيار الأفراد التابع للاتحاد الأوروبي أو مكتب إدارة شؤون الموظفين في الولايات المتحدة.

## المناطق الإدارية
وفقا لدستور سنة 1947 الذي وضع قبل انسحاب حكومة الصين من بر الصين الرئيسي إلى تايوان، قسمت البلاد إلى مناطق إدارية تمثل المقاطعات فيه رأس الهرم الإداري وتشرف على مناطق إدارية ذات طابع خاص ومناطق وبلديات تدار مركزيا. وبحلول عام 1998 كانت مقاطعة تايوان هي المقاطعة الوحيدة الباقية بمفهومها القديم تحت حكم جمهورية الصين وتم صهر الأجهزة المحلية بالمقاطعة في بوتقة واحدة مع الأجهزة الحكومية المركزية كما تم حل الأجهزة الحكومية بمقاطعة فوشين في وقت مبكر من هذا التاريخ. وتقسم جمهورية الصين الآن إلى مقاطعتين فقط بالإضافة إلى مدينتين تحملان صفة المقاطعة. ووفقا للقانون فإن الأراضي التي تديرها جمهورية الصين تحمل اسم «الأراضي الحرة لجمهورية الصين».

### الأقاليم
بالإضافة إلى التقسيمات الإدارية لجزيرة تايوان التي تحكمها جمهورية الصين، تمتد سلطات الحكومة لتشمل جزر براتاس وجزيرة تاي بينغ وهي من جزر بحر الصين الجنوبي المتنازع عليها كل من جمهورية الصين وجمهورية الصين الشعبية وكانتا تحت حكم المجلس المحلي لمدينة كواسي يونغ بعد انسحاب الحكومة الصينية إلى تايوان. ويتم النظر حاليا إلى تحويل جزيرة تاي بينغ إلى بلدية تدار مركزيا (أي بلدية ذات مجلس محلي خاص بها لتنظيم شئونها) بالإضافة إلى ضم إقليمي تايبيه وكواسي يونغ إلى مدنهم الرئيسية.

### الأراضي المزعومة

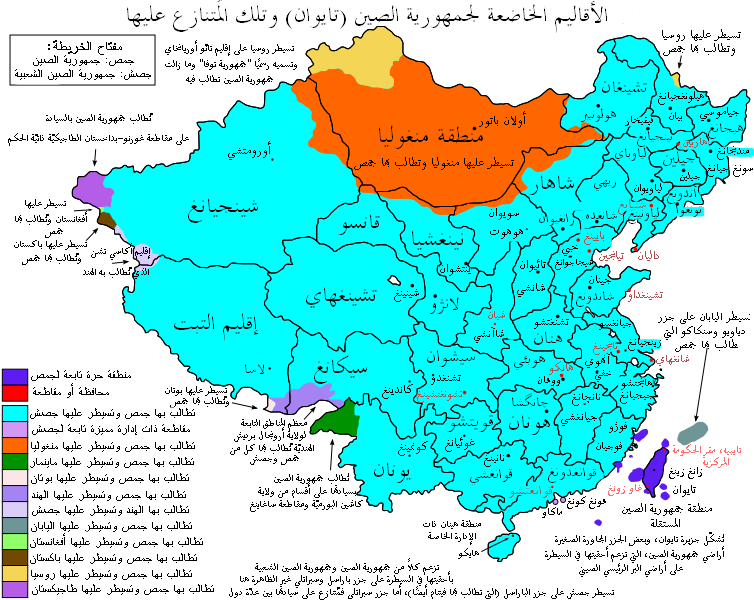
خريطة توضح كل من جزيرة تايوان والصين ومنغوليا. وتظلل تايوان والجزر الصغيرة المحيطة بها باللون الأزرق الداكن ويطلق عليها "الأراضي الحرة لجمهورية الصين". بينما يتم تظليل بر الصين الرئيسي باللون الأزرق الباهت وهي أرض تطالب بها حكومة جمهورية الصين وتقع تحت سيطرة جمهورية الصين الشعبية. وكذلك منغوليا المظللة بالأحمر وتقع تحت سيطرة الحكومة المنغولية. بالإضافة لبعض الأراضي الأخرى التي تطالب بها حكومة جمهورية الصين وتقع تحت سيطرة دول أخرى مثل روسيا واليابان وباكستان.

منذ انتقالها إلى تايوان وحتى رفع الأحكام العسكرية عن البلاد عام 1987، ظلت جمهورية الصين على مزاعمها بأنها الوريث الحقيقي والممثل الشرعي لجمهورية الصين الحاكمة لبر الصين الرئيسي وجزيرة تايوان. وبالرغم من أن إدارة الرئيس السابق تشن شوي بيان (2000 - 2008) لم تعلن عن مزاعمها في حقها التاريخي في حكم بر الصين الرئيسي إلا أنه لم تعاد ترسيم الحدود للدولة الجديدة ولم تتم مراجعة مزاعمها في حق السيطرة على الجزر الصغيرة الأخرى التابعة لتايوان أو الأراضي الموجودة على اليابسة والتي تحاول تايوان جاهدة منذ نهاية عقد الأربعينيات من القرن العشرين ضمها لأراضيها. ومن ثم فإن مزاعم جمهورية الصين تشمل سيطرتها على بر الصين الرئيسي والعديد من الجزر التي تقع خارج حدودها بالإضافة إلى منغوليا وتايوان. وقد دعم الرئيس الحالي ما ينغ جيو مزاعم بلاده كونها الممثل الشرعي الوحيد لجمهورية الصين وأكد على حقها التاريخي في السيطرة على أراضي بر الصين الرئيسي. وبالرغم من أن الرئيس الحالي لا يعمل جاهدا من أجل الوحدة التامة مع الصين وإنما يفضل انتهاج سياسة الأخذ والعطاء من أجل تحسين العلاقات مع جمهورية الصين الشعبية.
وعمليا، بالرغم من اعتراف قانون جمهورية الصين بسكان بر الصين الرئيسي كرعايا لجمهورية الصين إلا أن سكان بر الصين الرئيسي ممن لا يمتلكون حق الإقامة في الأراضي الحرة لجمهورية الصين لا يملكون الحق في التصويت في الانتخابات كما يجب عليهم تقديم أوراق محددة من أجل الحصول على تأشيرة دخول البلاد. ومما يدل على جدية مزاعم جمهورية الصين في حقها بالسيطرة على أراضي منغوليا (التي يشار إليها باسم منغوليا الخارجية والتي كانت تحت حكم سلالة تشينغ)، قيام الحزب الديمقراطي التقدمي تحت رئاسة تشن شوي بيان بفتح مكتب تمثيلي لجمهورية الصين في العاصمة المنغولية أولان باتور.

## العلاقات الخارجية

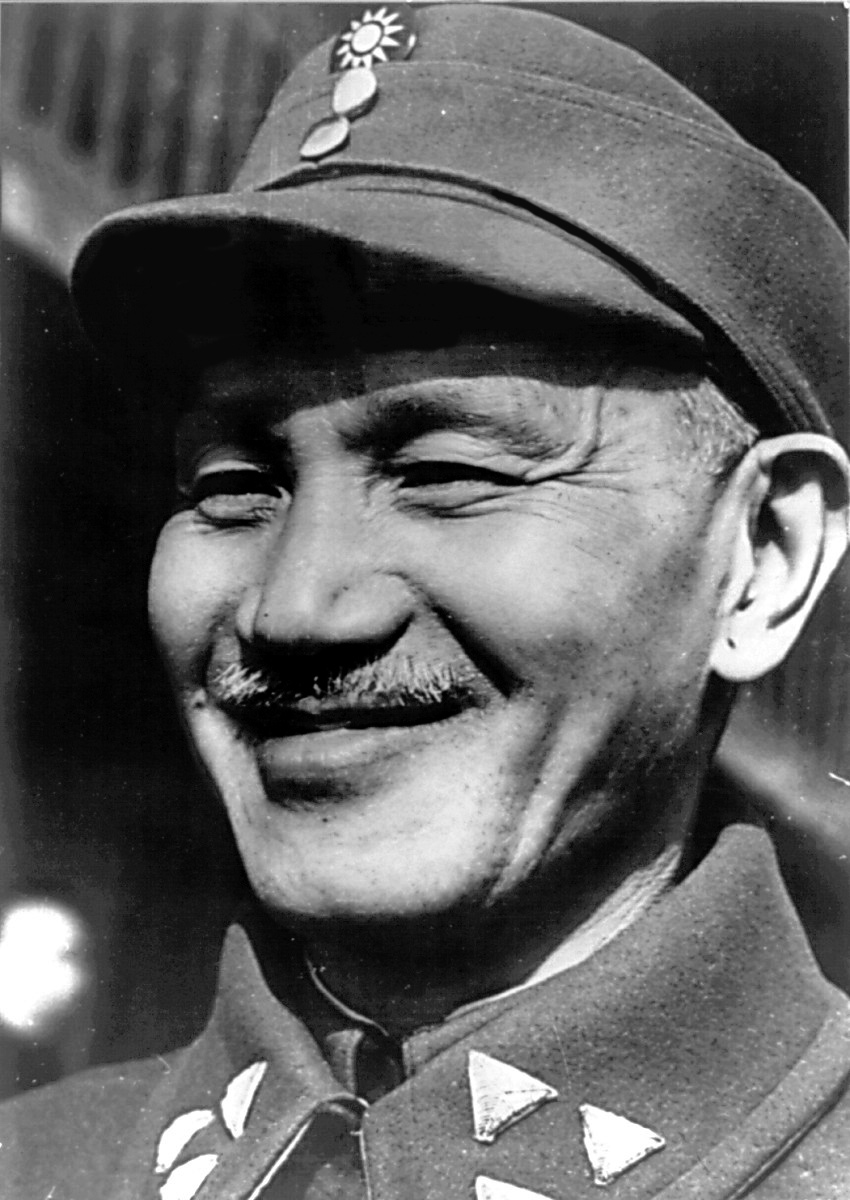
الجنرال شيانغ كاي شيك، وقع ميثاق الأمم المتحدة بتاريخ 24 أغسطس سنة 1945 بصفته ممثلا عن جمهورية الصين.

قبل عام 1928، تأثرت العلاقات الخارجية لجمهورية الصين نتيجة افتقار الوحدة الداخلية والتصارع بين مراكز القوى في البلاد، ولكن هذا الوضع تغير تماما مع هزيمة حكومة بي يانغ على يد الكوميتانج الذين سعوا لاعتراف دولي دبلوماسي كبير بجمهورية الصين. ومع انسحاب حكومة الكوميتانج إلى تايوان اثر هزيمتهم على يد الشيوعيين في بر الصين الرئيسي استمر الاعتراف بشرعية الحكومة في تايوان خاصة من جانب الكتلة الغربية ولكن مع تنامي الضغط السياسي من جانب حكومة جمهورية الصين الشعبية في السبعينيات من القرن الماضي، اتجهت معظم الدول إلى الاعتراف بشرعية الحكومة الشيوعية بجمهورية الصين الشعبية كحكومة شرعية لجمهورية الصين الموحدة وإحجامهم عن الاعتراف بشرعية حكومة جمهورية الصين بتايوان.
وكانت جمهورية الصين الموحدة (بر الصين الرئيسي وتايوان وملحقاتهما) عضوا مؤسسا لهيئة الأمم المتحدة ومن الأعضاء الخمسة الدائمين بمجلس الأمن وتمتلك حق النقض (الفيتو) فيه، ومع هزيمة الكوميتانج عام 1949 بقى مقعد الصين في حوزة حكومة جمهورية الصين والتي أصبحت تقتصر على تايوان فقط إلى أن تم طرد الأخيرة من الأمم المتحدة ومجلس الأمن بموجب القرار رقم 2758 الصادر عن هيئة الأمم المتحدة عام 1971 والذي تم الاعتراف فيه بجمهورية الصين الشعبية كحاكما شرعيا ووريثا قانونيا لحقوق جمهورية الصين الموحدة، وبالتالي حصلت جمهورية الصين الشعبية على مكان تايوان في كل مؤسسات وهيئات الأمم المتحدة. وقد حاولت جمهورية الصين (تايوان) مرارا دون جدوى العودة للأمم المتحدة إلا أن طلبات التحاقها لا تتخطى أروقة لجنة العضوية.
ونتيجة للاعتراف الدولي المحدود بالبلاد، أصبحت جمهورية الصين عضوا في منظمة الأمم والشعوب غير الممثلة (أي غير ممثلة في الأمم المتحدة) وهي منظمة أنشأتها حكومة جمهورية الصين نفسها وأصبحت عضوا فيها تحت اسم «تايوان» والتي تضم بجانبها 56 جماعة عرقية أخرى ساعية لنيل الاعتراف الدولي بها.

### العلاقات الدبلوماسية

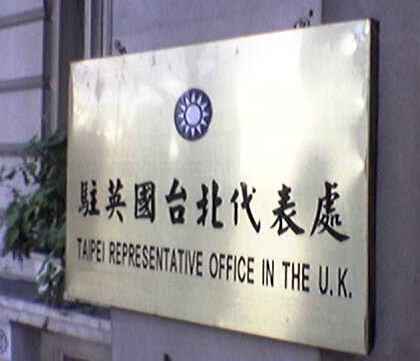
المكتب التمثيلي لحكومة تايبيه في لندن، المملكة المتحدة.

ترفض جمهورية الصين الشعبية أن تقيم أي علاقات دبلوماسية مع أي دولة تعترف بجمهورية الصين (تايوان) كما تطالب كل الدول ذات العلاقات المتبادلة بإصدار خطاب رسمي يوضح موقف هذه الدول من مزاعم تايوان وموقف هذه الدول من الحكومة التايوانية. لذا فهناك 23 دولة فقط على مستوى العالم تتبادل علاقات دبلوماسية رسمية مع جمهورية الصين؛ وفعليا ترى معظم البلاد جمهورية الصين كجمهورية مستقلة ومن ثم تتبادل معها العلاقات الدبلوماسية وإن كانت غير رسمية وذلك حفاظا للمصالح المشتركة بين دول العالم المختلفة وحكومتي جمهوريتي الصين والصين الشعبية.
وتقيم حكومة جمهورية الصين علاقات غير رسمية مع معظم دول العالم عن طريق السفارات المنتشرة في أنحاء العالم وكذلك القنصليات والتي يطلق عليها «مكاتب التمثيل الاقتصادي والثقافي لتايبيه» أو TECRO وكذلك أفرع تلك المكاتب والتي يطلق عليها «مكاتب تايبيه الاقتصادية والثقافية» أو TECO. وتعد هذه المكاتب بعثات تجارية تايوانية غير رسمية تقوم بمباشرة العلاقات الدبلوماسية بين تايوان والدول التي تقع فيها هذه المكاتب كما تقوم بتقديم الخدمات القنصلية مثل استخراج تأشيرات السفر لرعايا الدول الأجنبية كما تقوم بخدمة المصالح الوطنية في هذه الدول.
كما تقيم الولايات المتحدة علاقات دبلوماسية غير رسمية مع جمهورية الصين عن طريق «المعهد الأمريكي بتايوان» والذي يمثل فعليا السفارة الأمريكية في تايوان. في حين يتبادل عدد قليل من الدول العربية العلاقات الدبلوماسية مع تايوان، ومن هذه الدول: الأردن (تحت مسمّى «المكتب التجاري الاقصادي للشرق الاقصى FAR East»)، البحرين، السعودية، الكويت، سلطنة عمان، والممثلية التجارية الاقتصادية للصين الوطنية بدبي في الإمارات العربية المتحدة.

### العلاقات مع منغوليا
إضافة إلى نزاعها مع حكومة جمهورية الصين الشعبية حول بر الصين الرئيسي، تشوب العلاقات الدبلوماسية بين جمهورية الصين ومنغوليا العديد من الشوائب؛ فحتى عام 1945 كانت حكومة جمهورية الصين مصرة على إعلان سيادتها على منطقة منغوليا العظمى (وهي المنطقة التي تضم جمهورية منغوليا الحالية ومنطقة منغوليا الداخلية التي تتمتع بالحكم الذاتي داخل جمهورية الصين الشعبية، وجمهورية بورياتيا التي تتمتع بالحكم الذاتي داخل روسيا)، ولكن نظرا لضغوطات الاتحاد السوفيتي اعترفت جمهورية الصين باستقلال منغوليا. ومع تدهور العلاقات الدبلوماسية مع الاتحاد السوفيتي في عام 1953 تراجعت جمهورية الصين عن اعترافها باستقلال منغوليا وظلت تعتبرها جزءا من بر الصين الرئيسي. وفي عام 2002 أعلنت جمهورية الصين (تايوان) اعترافها باستقلال منغوليا رسميا، إلا انها لم تصدر تشريعا دستوريا حتى الآن يحدد مدى أو مستوى العلاقة مع منغوليا.

### المشاركة في الأحداث والمنظمات الدولية

علم جمهورية الصين خلال مشاركتها في دورة الألعاب الأولمبية تحت اسم "تايبيه الصينية".

نظرا لسياسة «الصين الواحدة» التي تتبناها جمهورية الصين الشعبية فإنها تشارك في المحافل الدولية والمنظمات والهيئات العالمية التي لا تعترف بجمهورية الصين (تايوان) كدولة مستقلة ذات سيادة. ومنذ عام 1992 أخذت جمهورية الصين تقدم الطلبات والاحتجاجات من أجل الانضمام لهيئة الأمم المتحدة دون جدوى إذ دائما ما تقابل طلباتها بالرفض حيث تخشى معظم الدول الأعضاء ومنهم الولايات المتحدة تدهور العلاقات مع جمهورية الصين الشعبية. ومع ذلك أيدت كل من الولايات المتحدة واليابان طلب انضمام جمهورية الصين لمنظمة الصحة العالمية كمراقب؛ فبالرغم من محاولتها العديدة منذ عام 1997 للانضمام لمنظمة الصحة العالمية تحت مستويات مختلفة من العضوية إلا أن مطالبها دائما ما كانت تحجب عن طريق جمهورية الصين الشعبية.
وحاليا تستخدم جمهورية الصين اسما سياسيا محايدا وهو «تايبيه الصينية» أثناء المشاركة في التفاعلات العالمية والأحداث الدولية مثل دورات الألعاب الأولمبية والتي تكون جمهورية الصين الشعبية طرفا فيها. ونظرا للضغوط التي تمارسها حكومة جمهورية الصين الشعبية فإن جمهورية الصين (تايوان) محرومة تماما من استخدام علمها أو نشيدها الوطنيين في مثل هذه التظاهرات الدولية كما يتم عادة منع مشجعي جمهورية الصين من إحضار أو الدخول بأعلام بلادهم داخل ملاعب المنافسات. ومع ذلك تستطيع جمهورية الصين أن تشارك باسم «الصين» فقط في المنظمات التي لا تكون جمهورية الصين الشعبية عضوا فيها مثل المنظمة العالمية للحركة الكشفية.
وتظل العلاقات مع جمهورية الصين الشعبية بخلاف قضايا استقلال تايوان أو الوحدة مع الصين القضية السائدة على الساحة السياسية بالبلاد مهما طالت الأيام وتعاقبت الحكومات المختلفة، ويظل التخبط بالرأي العام وعدم وضوح الرؤية أو التوجهات أمرا واضحا كلما زاد الكلام أو نقص عن هذه القضايا مما يعكس مدى تشابك وتعقيد الأمور بالنسبة للرأي العام بجمهورية الصين.
في الوقت الحاضر تقيم 22 دولة علاقات دبلوماسية غير رسمية مع جمهورية الصين وهي:
| بليز (1989) بوركينا فاسو (1994) جمهورية الدومينيكان (1957) السلفادور (1961) غامبيا (1995) غواتيمالا (1960) | هايتي (1956) الكرسي الرسولي (1942) هندوراس (1965) كيريباتي (2003) جزر مارشال (1998) | نيكاراغوا (1990) بالاو (1999) بنما (1954) باراغواي (1957) سانت كيتس ونيفيس (1983) سانت لوسيا (1984–1997، 2007) | سانت فينسنت والغرينادين (1981) ساو تومي وبرينسيب (1997) جزر سليمان (1983) إسواتيني (1968) توفالو (1979) |

## الجيش

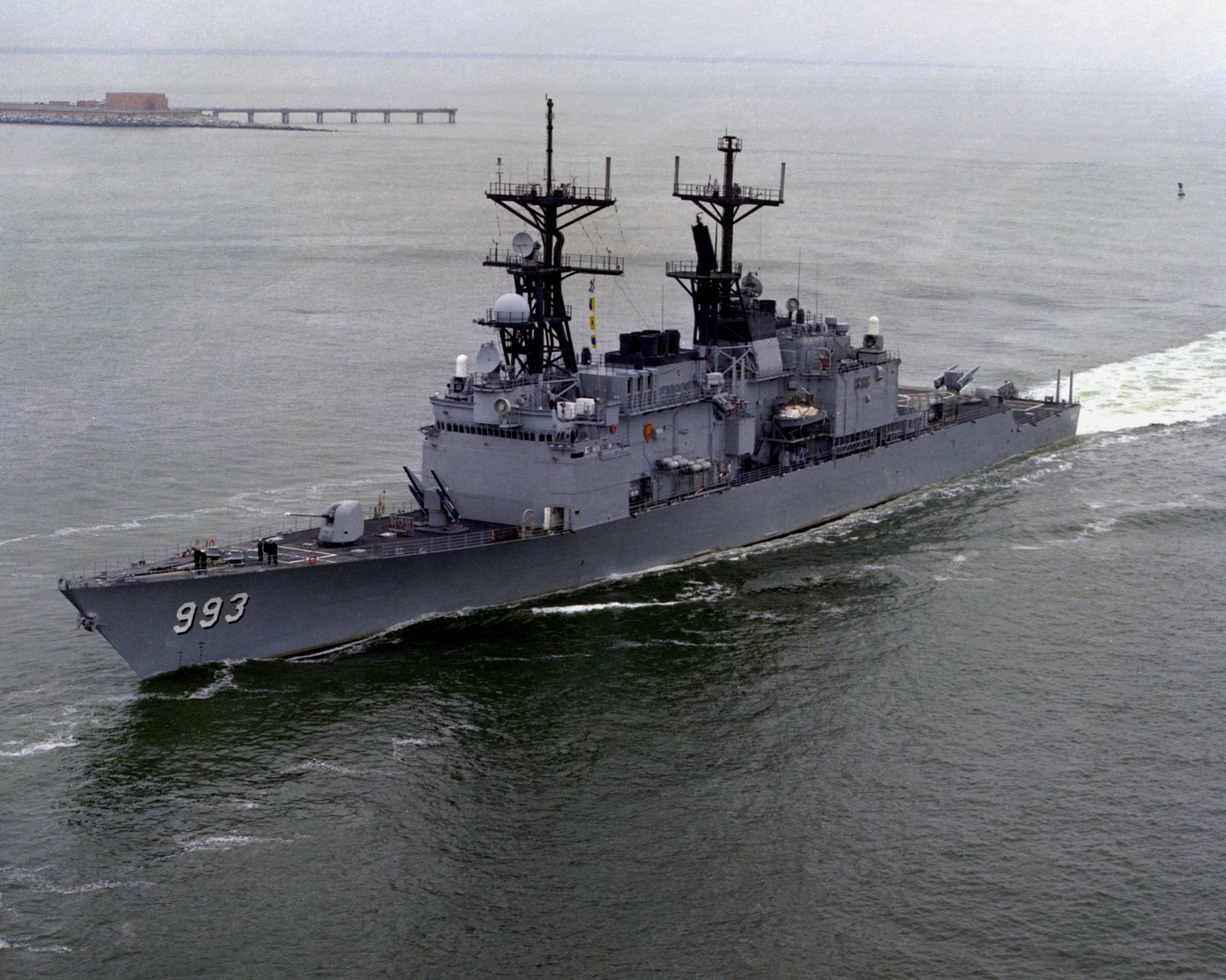
المدمرة USS Kidd طراز DDG-993، واحدة من أربعة مدمرات مماثلة قامت جمهورية الصين بشرائها من الولايات المتحدة.

تستمد القوات المسلحة بجمهورية الصين أصولها من الجيش الوطني الثوري الذي أسسه صن يات سين في غوانغ دونغ عام 1925 والتي كانت تهدف نحو توحيد الصين تحت راية الكوميتانج. وعندما انتصر جيش التحرير الشعبي في الحرب الأهلية الصينية انسحبت العديد من وحدات الجيش الوطني الثوري مع الحكومة إلى تايوان حيث تمت إعادة تشكيل الجيش وأطلق عليه اسم «جيش جمهورية الصين». أما الوحدات التي استسلمت في بر الصين الرئيسي حول البعض منها إلى الاستيداع بينما تم دمج بعض الوحدات داخل جيش التحرير الشعبي.
وتمتلك جمهورية الصين اليوم قوات مسلحة غاية في التطور التكنولوجي والتجهيز العددي والنوعي ذات مهام دفاعية في الغالب الأعم وذلك خوفا من التهديدات المستمرة بغزو البلاد من جانب جمهورية الصين الشعبية بموجب قانون مناهضة الانفصال بدستور جمهورية الصين الشعبية. ومنذ عام 1949 وحتى عام 1970 كانت المهمة الرئيسية للقوات المسلحة الصينية هي استرجاع الأراضي التي حصل عليها الشيوعيون حتى تحولت المهمة الرئيسية إلى الدفاع عن الأراضي الباقية من الغزو المنتظر فبدأ تحويل الاهتمام من القوات البرية النمطية إلى سلاحي البحر والجو حيث بإمكانهما تحقيق التفوق النوعي في الحالات الدفاعية وتكبيد القوات المعتدية العديد من الخسائر المادية والبشرية. وقد تحولت قيادة الجيش إلى السلطة المدنية بعد رفع الأحكام العسكرية عن البلاد.
ونتيجة للارتباط التاريخي بين القوات المسلحة بجمهورية الصين والكوميتانج فإن أغلب قادة الأفرع الرئيسية من الجيش والضباط والعسكريين القدامى يميلون سياسيا نحو التكتل الأزرق، ولكن مع تقاعد العديد من هؤلاء الضباط والتحاق أعداد كبرى ممن لم يعيشون على أراضي بر الصين الرئيسي، تحولت الوجهة السياسية للجيش إلى السواد الأعظم الذي يتوجه له الشعب المفضل للانفصال عن جمهورية الصين الشعبية.
وقد بدأت جمهورية الصين برنامجا يهدف لخفض أعداد أفراد القوات المسلحة لديها؛ فبعد أن كان قوام القوات المسلحة قرابة 450,000 فرد عام 1997 تراجع إلى 380,000 عام 2001، وبحلول عام 2009 تراجع عدد أفراد القوات المسلحة إلى 300,000 فرد، وهناك 3.6 ملايين فرد احتياطي طبقا لإحصائية المركز القومي للتعبئة العامة والإحصاء عام 2005. والتجنيد الإلزامي واجب على كل الذكور اللائقين ممن تجاوزوا 18 عاما، ولكن كجزء من مخطط الدولة في تقليل عدد أفراد القوات المسلحة، يتم إعطاء المتقدمين فرصة لقضاء فترة التجنيد في الخدمات الوطنية الأخرى مثل العمل في الصناعات الدفاعية أو الخدمة العامة بالوكالات الحكومية. وقد تم وضع الخطط لجعل جميع عناصر القوات المسلحة من المحترفين خلال عشرة أعوام، كما تدرس الحكومة قرارا بتقليل فترة الخدمة العسكرية من 14 شهر إلى 12 شهر فقط.

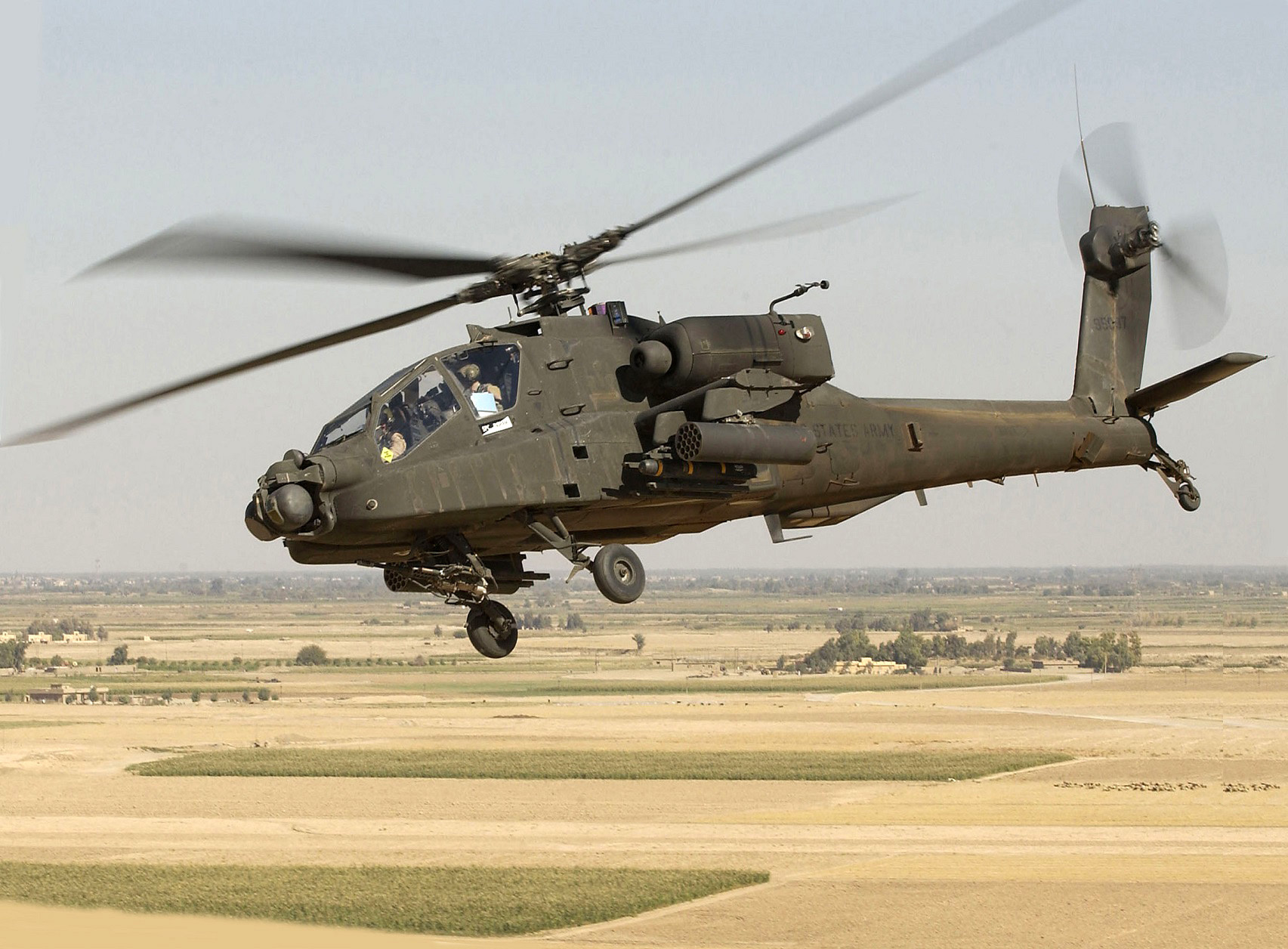
المروحية AH-64 Apache، واحدة من 30 مروحية قامت جمهورية الصين بشرائها في يوليو من عام 2007.

وينصب الاهتمام الأساسي للقوات المسلحة حاليا على الغزو المتوقع من قبل جمهورية الصين الشعبية والذي يتضمن في تصور القواد حصارا للسواحل متزامنا مع قصف جوي وصاروخي؛ ومن ثم قامت جمهورية الصين حديثا بشراء أربعة مدمرات بحرية من الولايات المتحدة طراز Kidd مما أدى إلى تطور ملحوظ في قدرات جمهورية الصين الدفاعية خاصة على مستوى الدفاع الجوي والقدرة على اصطياد الغواصات المعادية. وكانت وزارة الدفاع الوطني قد أعلنت عن عزمها شراء غواصات هجومية تعمل بالديزل وبطاريات صواريخ طراز باتريوت المضادة للصواريخ من الولايات المتحدة، إلا أن الميزاينية كان يتم رفضها طوال الفترة الممتدة بين عاميّ 2001 و2007 عن طريق المجلس التشريعي الذي كانت تقوده أغلبية معارضة من التكتل الأزرق حتى تم النجاح في تمرير الميزانية مؤخرا وما أعقبه من موافقة الولايات المتحدة في الثالث من أكتوبر عام 2008 على تزويد جمهورية الصين بصفقة سلاح بقيمة 6.5 مليارات دولار تتضمن نظام الدفاع الجوي الصاروخي PAC III وطائرات مروحية هجومية من طراز AH-64D Apache بجانب بعض الأسلحة وقطع الغيار الأخرى، بالإضافة إلى كميات كبيرة أخرى من السلاح التي تم جلبها من الولايات المتحدة الأمريكية بحلول عام 2009 تحت مظلة قانون العلاقات الخارجية بالدستور التايواني. كما قامت كل من فرنسا وهولندا بتزويد جمهورية الصين بالسلاح من قبل إلا أن ذلك توقف تماما في التسعينيات من القرن الماضي نتيجة لضغوطات من جانب جمهورية الصين الشعبية.
وتعد القوات المسلحة التايوانية خط الدفاع الأول في حالة تعرض البلاد للغزو من جمهورية الصين الشعبية، وتعتبر مهمتها الأولى هي وقف تقدم القوات المعتدية وتجنب الوقوع تحت الحصار البحري أو الجوي إلى أن تتدخل القوات الأمريكية، ومع ذلك فإن جمهورية الصين لا تمتلك أية ضمانات لتدخل القوات الأمريكية حتى في حالة الغزو سواء في قانون العلاقات الخارجية بالدستور التايواني أو أية معاهدة دفاعية أخرى. في حين أن معاهدة الدفاع الأمني المشترك الموقعة بين الولايات المتحدة واليابان في عام 1996 قد تدفع اليابان للتدخل، إلا أن اليابان من جانبها رفضت تحديد ما إذا كانت تايوان تقع ضمن حدود «المنطقة المحيطة باليابان» والتي تم ذكرها في المعاهدة. من ناحية أخرى قد تعني اتفاقية الدفاع المشترك التي تم توقيعها عام 1951 بين كل من الولايات المتحدة وأستراليا ونيوزيلندا، قد تعني نظريا تدخل أحد حلفاء الولايات المتحدة (ومن الأرجح أستراليا) للدفاع عن تايوان في حالة تعرضها للغزو إلا أن خشية حكومة أستراليا على مصالحها الاقتصادية مع جمهورية الصين الشعبية قد يمنعها من اتخاذ تلك الخطوة.

## الاقتصاد

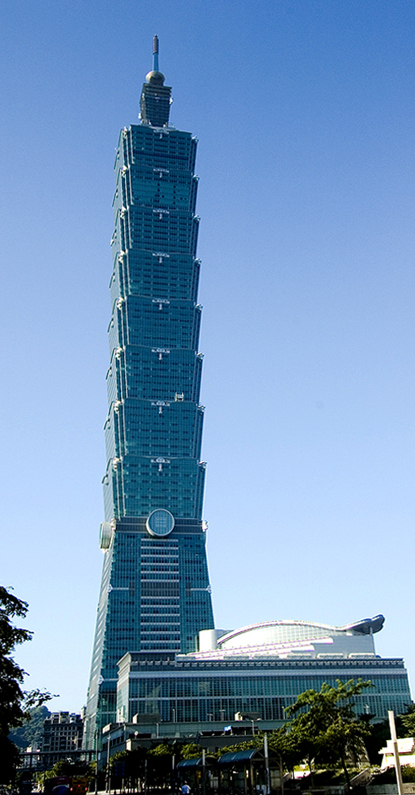
البرج التجاري والإداري تايبيه 101 والذي يعد نمودجا على التطور الاقتصادي بجمهورية الصين.

سميت النهضة الصناعية والنمو الاقتصادي المتسارع الذي شهدته الجزيرة في النصف الأخير من القرن الماضي باسم المعجزة التايوانية أو المعجزة الاقتصادية التايوانية. ومع تزامن النهضة الصناعية والاقتصادية بتايوان مع التطور الاقتصادي الذي شهدته كل من كوريا الجنوبية وسنغافورة وهونغ كونغ، أطلق اسم النمور الآسيوية على الدول الأربعة.
وبحلول عام 1945 ضرب التضخم جميع أنحاء بر الصين الرئيسي وتايوان نتيجة للحرب مع اليابان. ومن أجل إخراج تايوان من هذه الأزمة قامت الحكومة الوطنية بإصدار عملة جديدة مختلفة عن العملة المستخدمة في بر الصين الرئيسي كما قامت بوضع برنامج لضبط الأسعار. أدت هذه السياسات الاقتصادية للإبطاء من سرعة التضخم والحد قليلا من ارتفاع الأسعار. ومع اندلاع الحرب الكورية في المنطقة عام 1950، قامت السلطات الأمريكية بإنشاء برنامج للمساعدات للمنطقة المنكوبة مما أدى إلى ثبات كامل في الأسعار بتايوان بحلول عام 1952. كما قامت حكومة الكوميتانج بوضع قوانين من شأنها إصلاح الاقتصاد والتي لم تدخل حيز التنفيذ في بر الصين الرئيسي رغم وجودها؛ كان من أهم تلك القوانين، القوانين الخاصة بالإصلاح الزراعي وتحديد ملكية الأفراد من الأراضي؛ كما قامت بوضع برامج لإبدال الواردات وتصنيعها محليا بدلا من استيرادها؛ وقد نجحت معظم هذه الإصلاحات نتيجة لدعم الولايات المتحدة للقطاع الصناعي بالبلاد وكذلك دعم التكلفة العالية لتصنيع الواردات محليا.
واليوم تمتلك جمهورية الصين اقتصادا رأسماليا حرا، موجه نحو التصدير، مع تراجع في دور الدولة في عمليات الاستثمار والتجارة الخارجية. ومن أجل الاستمرار على هذا المنهج، تمت خصخصة العديد من البنوك الكبرى التي كانت مملوكة للدولة. وحققت تايوان ارتفاعا في إجمالي الناتج المحلي يقدر بنسبة 8% خلال العقود الثلاثة الماضية، وكانت الصادرات هي المحرك الرئيسي لحركة التصنيع في البلاد، كما حققت تايوان فائضا تجاريا كبيرا بالإضافة إلى احتياطيات ضخمة من العملات الأجنبية تعتبر الرابعة على مستوى العالم بعد كل من جمهورية الصين الشعبية واليابان وروسيا (إحصاء 31 ديسمبر 2008). وقد قام البنك المركزي بإصدار عملة البلاد الجديدة، أي الدولار التايواني الجديد، عام 2000 بسعر صرف 32.26 دولار تايواني جديد مقابل الدولار الأمريكي (سعر الصرف في 15 أكتوبر 2009).
وفي أوائل عقد التسعينيات من القرن الماضي، شهد التبادل الاقتصادي بين جمهورية الصين وجمهورية الصين الشعبية ازدهارا كبيرا حيث شهد عام 2005 وحده استثمارات تايوانية بالصين تقدر بحوالي 50 مليار دولار كما يعيش قرابة المليون تايواني داخل الصين لمباشرة أعمالهم شخصيا. وبالرغم من كونها ظاهرة اقتصادية إيجابية للاقتصاد التايوان إلا أن العديد من المستثمرين التايوانيين قد أعلنوا عن قلقهم إذ أصبح الاقتصاد التايواني معتمدا بقوة على الاقتصاد الصيني، في حين يرى البعض الأخر أن اعتماد البلدان على اقتصاد بعضهما البعض يجعل من التدخل العسكري الصيني أمرا بعيدا إذ ستكلف خطوة مثل ذلك الكثير بالنسبة لاقتصاد الصين مما يجعل احتمالات تعرض الجزيرة لاعتدائات عسكرية من جانب جمهورية الصين الشعبية أمرا في عداد المستحيل.
وقد شاركت الزراعة بنسبة 2% فقط من إجمالي الناتج المحلي في عام 2001 مقابل 35% عام 1952، كما تم إبدال الصناعات التقليدية ذات العمالة المرتفعة (مثل الزراعة) بصناعات تكنولوجية ورأسمالية أخرى مما جعل جمهورية الصين أكبر المستثمرين الأجانب في جمهورية الصين الشعبية وتايلاند وإندونيسيا والفلبين وماليزيا وفيتنام. ونظرا لنظرتها الاقتصادية المحافظة ومتابعة نقاط القوى في دراسات الجدوى التي تقوم بها الحكومة التايوانية قبل الدخول في المشاريع الاقتصادية المختلفة، فقد تأثرت البلاد بصورة طفيفة بالأزمة الاقتصادية التي ضربت أسيا عام 1997. وعلى العكس من جيرانها كاليابان وكوريا الجنوبية فإن الاقتصاد التايواني يقوم أساسا على شركات صغيرة أو متوسطة الحجم على العكس من باقي دول جنوب شرق أسيا الاقتصادية الكبرى والذي يقوم اقتصادها على التكتلات الرأسمالية بين الشركات الكبرى. وقد دفع تراجع الاقتصاد العالمي المتزامن مع ضعف السياسات التنسيقية للإدارة الجديدة للبلاد وزيادة الدين الداخلي إلى حدوث كساد عام 2001 مما جعلها المرة الأولى منذ عام 1947 التي تحقق فيها تايوان نتائج سلبية بالنسبة للنمو الاقتصادي، كما ساعد نقل العديد من الصناعات ذات الكثافة العمالية المرتفعة إلى جمهورية الصين الشعبية لزيادة معدلات البطالة بنسبة لم تشهدها البلاد منذ أزمة الوقود العالمية عام 1970. وقد كانت هذه القضية المحور الرئيسي للانتخابات الرئاسية عام 2004. وأخيرا شهدت البلاد في الفترة الممتدة بين سنتيّ 2002 و2006 ارتفاعا في نسبة النمو الاقتصادي قدرت بحوالي 4% مع هبوط معدلات البطالة لنسبة تقل عن 4% من إجمالي القوى العاملة بالبلاد.
وعادة ما تشارك جمهورية الصين في المنظمات التجارية الحكومية تحت اسم محايد سياسيا كما هو الحال في منظمة التجارة العالمية والتي تشارك فيها جمهورية الصين تحت اسم تايبيه الصينية منذ عام 2002.

## التعليم
وضعت اليابان نظام التعليم العالي في تايوان إبان فترة استعمارها للبلاد، ومع عودة استرداد الصين لتايوان عقب هزيمة اليابان في الحرب العالمية الثانية قامت الحكومة الصينية بإبدال النظام التعليمي الذي وضعته اليابان بذلك المستخدم في بر الصين الرئيسي والذي يعد مزيجا من نظام التعليم الأمريكي والنظام التعليمي الصيني.
والنظام التعليمي المستخدم حاليا في البلاد يتكون من ست سنوات من الدراسة الابتدائية يعقبها ثلاثة سنوات من الدراسة الإعدادية ثم ثلاثة سنوات أخرى من الدراسة الثانوية وأخيرا أربعة سنوات جامعية. ويماثل هذا النظام غالبية الأنظمة التعليمية المعمول بها في الوطن العربي. وقد أثبت هذا النظام نجاحه متمثلا في حصول الطلاب التايوانيين على المراكز الأولى بالنسبة لامتحانات الرياضيات والعلوم على مستوى العالم، إلا أنه يتعرض لموجات عديدة من الانتقادات، إذ يعتبر بعض خبراء التعليم في تايوان عبئا كبيرا على الطلاب كما أنه يعتمد على المهارات الاسترجاعية والحفظ أكثر من اعتماده على مهاراتهم الإبداعية.
وينتظم العديد من الطلاب التيايوانيين في المدارس الإلزامية وذلك من أجل الارتقاء بمهاراتهم في مجالات الرياضيات والعلوم بالإضافة إلى المجالات الأخرى ويركز المدرسون في تلك المدارس الإلزامية على نوعية الأسئلة التي ترد في الامتحانات النهائية. ويعتمد نظام التدريس على العديد من الصور أهمها تنظيم المحاضرات واستعراض الدروس والدورات التعليمية الخاصة بجانب التسميع. وقد وصلت نسبة المتعلمين في عام 2003 إلى 96.1% من إجمالي عدد السكان.

## السكان

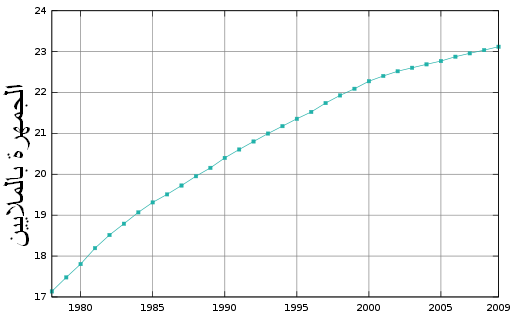
النمو السكاني بتايوان منذ عام 1979.

وصل تعداد السكان بتايوان خلال شهر أغسطس من عام 2009 إلى 23,082,125 نسمة يعيشون على مساحة إجمالية تقدر بحوالي 35,980 كيلومتر مربع (13,890 ميل مربع) مما يجعلها تحتل المركز الثاني عشر على مستوى العالم من حيث الكثافة السكانية والتي تصل إلى 640 نسمة لكل كيلومتر مربع (1,658 نسمة لكل ميل مربع). وينحدر قرابة 98% من سكان تايوان من أصول هان الصينية بينما يمثل الأوسترانيون، وهم السكان الأصليون للجزيرة، 2% فقط من نسبة السكان. وتظهر تايوان تراجعا في نسبة المواليد، والذي وصل إلى 8.99 مولود جديد لكل 1,000 نسمة (تحتل بها المركز 211 على مستوى العالم كإحصاء عام 2009) وكذلك تراجعا شديدا في نسبة الزيادة السكانية قدرت بحوالي 0.227% (تحتل بها المركز 181 على مستوى العالم كإحصاء عام 2009).

### الدين
| التدين في تايوان      | التدين في تايوان      | التدين في تايوان | التدين في تايوان | التدين في تايوان |
| --------------------- | --------------------- | ---------------- | ---------------- | ---------------- |
| الديانة               | الديانة               |                  | النسبة           | النسبة           |
| بوذية                 | بوذية                 |                  | 35.1%            | 35.1%            |
| طاوية                 | طاوية                 |                  | 33%              | 33%              |
| لادينية               | لادينية               |                  | 14%              | 14%              |
| بروتستانتية/كاثوليكية | بروتستانتية/كاثوليكية |                  | 3.9%             | 3.9%             |
| إكوان تاو             | إكوان تاو             |                  | 3.5%             | 3.5%             |

هناك ما يقرب من 18,718,600 فرد من أتباع الديانات المختلفة بتايوان وفقا للدراسات التي أجريت عام 2005 أي بنسبة حوالي 81.3% من تعداد السكان، بينما لا يتدين بأي دين (سواء كان سماوي أو وضعي) ما تتراوح نسبته بين 10% و14% من إجمالي عدد سكان البلاد. ووفقا للدراسة التي أجريت في عام 2005 فمن أصل 26 ديانة معترف بها من قبل الحكومة التايوانية، تعتبر الديانات الخمس الأكثر انتشارا هي: البوذية (ويعتنقها 8,086,000 نسمة أو ما يقرب من 35.1% من السكان) والطاوية (ويعتنقها 7,600,000 نسمة أو ما يقرب من 33% من السكان) وديانة الإي كوان تاو (وهي حركة دينية جديدة نشأت في القرن العشرين وتستمد تعاليمها من الديانات الصينية القديمة خاصة الكونفوشيوسية والطاوية والبوذية الصينية وتعترف بالديانات السماوية مثل المسيحية والإسلام ويعتنقها 810,000 نسمة أو ما يقرب من 3.5% من السكان) والبروتستانتية (610,000 نسمة أو ما يقرب من 2.6% من السكان) وأخيرا الكاثوليكية الرومانية (298,000 نسمة أو ما يقرب من 1.3% من السكان). وهكذا تنحصر نسبة ما بين 80% إلى 93% من السكان كأتباع للثقافات الصينية القديمة ومزيج من التعاليم الدينية المأخوذة عن الماهايانا البوذية والكونفوشيوسية والطاوية.

### اللغة
بالرغم من أن الغالبية العظمى من سكان البلاد يتحدثون التايوانية (وهي لغة مأخوذة عن لغة مين نان التي يتحدث بها السكان في مقاطعة فوجيان) إلا أن المندرينية الصينية هي اللغة الرسمية للبلاد، كما يتحدث العديد من السكان لغة الهاكا (أحد الأفرع الرئيسية من اللغة الصينية). أما فيما يختص باللغات الأصلية، فقد أصبحت شبه مندثرة الآن حيث لم تقوم الحكومة التايوانية بحفظ اللغات الفورموزية، بالإضافة إلى إضفاء الطابع الصيني على السكان الأصليين مما دفعهم إلى هجر لغاتهم الأصلية والتحدث باللغات الصينية الأخرى من أجل التواصل مع باقي أطراف الشعب. في حين تستخدم تايوان اللغة الصينية التقليدية في الكتابة مثلها مثل هونغ كونغ وماكاو.

### الصحة العامة

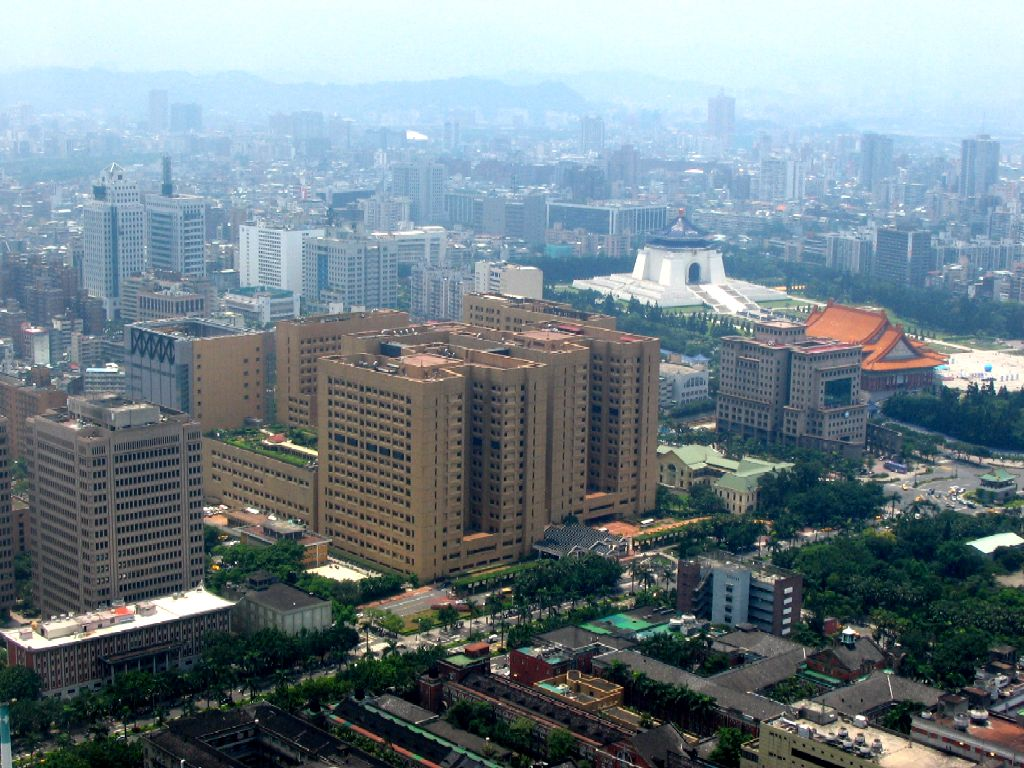
المستشفى الوطني الجامعي بتايبيه والذي بني عام 1898.

يدار القطاع الصحي في جمهورية الصين عن طريق المكتب الوطني للتأمين الصحي؛ وقد تم وضع البرنامج التأميني الحالي في عام 1995، ويعتبر من أحد مشروعات التأمينات الاجتماعية. والتأمين الصحي بتايوان تأمين إجباري وتشمل مظلته جميع المواطنين سواء كانوا موظفين أو فقراء أو عاطلين ويتم حساب مستحقات التأمين على كل فرد بما يتقاضاه من دخل أو أي مصدر يدر عليه ربحا، كما تشمل مظلة التأمين الصحي الأجانب العاملين بتايوان. ويتم حساب مستحقات التأمين على الأفراد بنسبة واحدة على حسب دخل الفرد وليست بقيمة ثابته تسدد كل عام، ويمكن أن يسدد الفرد ما عليه من قيمة التأمينات إما شخصيا أو عن طريق الهيئة التي يعمل بها.
ويقوم المكتب الوطني للتأمين الصحي بتحصيل قيمة معظم الخدمات الصحية التي يحصل عليها المؤمن عليه وقت تقديمها إلا في حالات تقديم خدمات تتعلق بالصحة الوقائية (مثل التطعيم ضد الأمراض والأوبئة المستحدثة) كما تتم تحصيل قيمة الخدمات الصحية التي تقدم للعائلات محدودي الدخل وقدامى المحاربين والأطفال دون سن الثالثة بالإضافة إلى أوقات الجوائح. ويتمتع محدودي الدخل بنسبة إعفاء 100% من مصاريف الخدمات الصحية عن طريق المكتب الوطني للتأمين الصحي والذي يقدم الخدمة الصحية بتكلفة أقل للمعاقين وبعض الفئات من كبار السن.
وفي استطلاع رأي نشر مؤخرا وأجري على 3,360 مريض للتحقق من مدى رضاء المرضى عن مستوى الخدمة الصحية ومقدميها في أحد المستشفيات التي تم اختيارها عشوائيا؛ أكد 75,1% من المرضى على أنهم في غاية الامتنان من جودة ومستوى الخدمة الصحية التي يلقونها بينما عبر 20.5% منهم عن رضاؤه بوجه عام في حين أكد 4.4% فقط على انهم ليسوا براضين أو غير راضين عن مستوى الخدمة الصحية.
وتمتلك تايوان مركزا خاصا لمكافحة الأمراض مما ساعد على مواجهة جائحة السارس التي ضربت البلاد والعديد من دول العالم الأخرى في شهر مارس من عام 2003 حيث تمكنت تايوان من الكشف عن 347 حالة إصابة بالمرض؛ كما قامت الحكومة بوضع محطات للمراقبة (عن طريق أجهزة المسح الحراري) للكشف المبكر عن المصابين في وسائل المواصلات العامة والأماكن الترفيهية وباقي الأماكن العامة وبحلول يوليو من العام نفسه تمكنت تايوان من احتواء الوباء تماما حيث لم يتم الكشف عن أي حالة إصابة جديدة منذ ذلك التاريخ. ووفقا للإحصائيات الرسمية لعام 2009 فإن نسبة الوفيات من المواليد بلغت 5.35 مواليد لكل 1,000 مولود حي (تحتل بها المركز 185 على مستوى العالم) ووصل متوسط عمر السكان عامة إلى 77.96 عام (تحتل به المركز 52 عالميا) بمتوسط عمر للذكور بلغ 75.12 عام في حين بلغ 81.05 للإناث. ومن المؤسسات التي تدير برامج صحية أخرى في تايوان: عدد من مراكز احتواء الأمراض، ووزارة الصحة.

## التقويم
تستخدم جمهورية الصين تقويمين معتمدين وهما التقويم الميلادي المعتاد والذي تستخدمه أغلب دول العالم وتقويم مينغ وو الذي يبدأ فيه التقويم بعام 1911 الميلادي، وهو العام الذي قامت فيه جمهورية الصين الموحدة. فعلى سبيل المثال يصبح عام 2009 هو العام 98 للجمهورية.
وتستخدم الأيام والشهور التقويم الميلادي للتقويمين معا، فمثلا 16 أكتوبر 2009 من الممكن أن تكتب 2009.10.16 أو 98.10.16 مما يربك العديد من الناس خاصة الأجانب. فمثلا المنتجات المعدة للتصدير والمكتوب عليها تاريخ الإنتاج ونهاية الصلاحية بتقويم مينغ وو تعطي إيحائا خاطئا بأن تلك المنتجات قد تجاوزت تاريخ صلاحيتها بإحدى عشر عاما كاملا. كما تستخدم تايوان التقويم القمري لتحديد الأعياد والمناسبات القومية التقليدية مثل رأس السنة الصينية الجديدة وعيد المصابيح وعيد مركب التنين.

## الرياضة

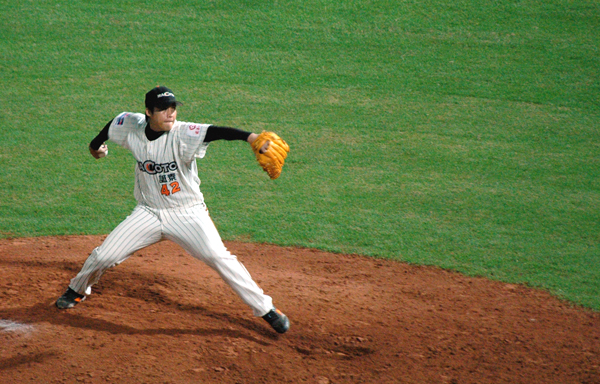
كرة القاعدة، إحدى الرياضات الشعبية في البلاد.

الألعاب الرياضية الأكثر شيوعا في تايوان هي كرة السلة، كرة القاعدة، الكرة اللينة، وكرة القدم. كذلك يمارس الكثير من السكان الفنون القتالية مثل تاي تشي تشوان والتايكوندو.
لكن الرياضة الأكثر شعبية تبقى كرة القاعدة، وتعتبر الرياضة الوطنية لجمهورية الصين. وقد اقتبسها السكان من الولايات المتحدة الأمريكية بفعل الروابط التي جمعت البلدين خلال القرن العشرين.
ونظرا لأسباب سياسية وضغوط من جمهورية الصين الشعبية ظلت جمهورية الصين تشارك في الأحداث الرياضية الدولية باسم تايبيه الصينية. أما بالنسبة للرياضات الفردية، فإن الغولف تعتبر أهمها، وقد دخلت هذه الرياضة البلاد أيام الاستعمار الياباني، حيث افتتح أول نادي غولف عام 1919. كذلك يُقام في جمهورية الصين عدّة سباقات ماراثونيّة سنويّة في مواقع مختلفة من البلاد.

## التصنيف الدولي
فيما يلي الترتيب الدولي لجمهورية الصين:
| السياق                                              | منظمة                                         | مرتبة                                                           | عام       | مصدر            |
| --------------------------------------------------- | --------------------------------------------- | --------------------------------------------------------------- | --------- | --------------- |
| الناتج المحلي الإجمالي                              | صندوق النقد الدولي / وكالة المخابرات المركزية | 19/179 (صندوق النقد الدولي) 18/227 (وكالة الاستخبارات المركزية) | 2007      | [ 186 ] [ 187 ] |
| الناتج المحلي الإجمالي (تعادل القوة الشرائية للفرد) | صندوق النقد الدولي / وكالة المخابرات المركزية | 28/179 (صندوق النقد الدولي) 40/227 (وكالة الاستخبارات المركزية) | 2007      | [ 188 ] [ 189 ] |
| مؤشر التنمية البشرية                                | حكومة جمهورية الصين                           | 25/182 بحال احتسبت                                              | 2007      | [ 190 ]         |
| مقياس حرية الصحافة حول العالم                       | مراسلون بلا حدود                              | 32/169                                                          | 2007      | [ 191 ]         |
| حرية الصحافة                                        | بيت الحرية                                    | 32/195                                                          | 2008      | [ 193 ]         |
| مؤشر الحرية الاقتصادية                              | وال ستريت جورنال ومؤسسة التراث                | 35/179                                                          | 2009      | [ 46 ]          |
| الحرية الاقتصادية في العالم                         | معهد فريزر                                    | 24/130                                                          | 2004      | [ 113 ]         |
| مؤشر سهولة ممارسة الأعمال                           | البنك الدولي                                  | 46/183                                                          | 2010      | [ 194 ]         |
| تقرير التنافسية العالمية                            | المنتدى الاقتصادي العالمي                     | 12/125                                                          | 2009–2010 | [ 195 ]         |
| مؤشر القدرة التنافسية التجارية                      | المنتدى الاقتصادي العالمي                     | 21/121                                                          | 2006      | [ 196 ]         |
| مؤشر جودة الحياة                                    | ذا إيكونومست                                  | 21/111                                                          | 2005      | [ 198 ]         |
| الحكومة الإلكترونية العالمية                        | جامعة براون                                   | 2/198                                                           | 2006      | [ 199 ]         |
| التقرير السنوي للتنافسية العالمية                   | المعهد الدولي للتنمية الإدارية                | 8/58                                                            | 2010      | [ 201 ]         |
| مؤشر جاهزية الشبكة                                  | المنتدى الاقتصادي العالمي                     | 17/127                                                          | 2007–2008 | [ 203 ]         |
| مؤشر الفساد                                         | الشفافية الدولية                              | 34/180                                                          | 2007      | [ 204 ]         |
| مؤشر التنافسية في السفر والسياحة                    | المنتدى الاقتصادي العالمي                     | 52/130                                                          | 2008      | [ 206 ]         |
| مؤشر القدرة التنافسية للصناعة تكنولوجيا المعلومات   | وحدة الاستخبارات الاقتصادية                   | 2/66                                                            | 2008      | [ 207 ]         |
| التصنيف العالمي لبيئة الأعمال                       | وحدة الاستخبارات الاقتصادية                   | 18/82                                                           | 2008      | [ 208 ]         |
| الاستعداد الإلكتروني                                | وحدة الاستخبارات الاقتصادية                   | 19/70                                                           | 2008      | [ 209 ]         |
| مؤشر الأداء البيئي                                  | جامعة ييل                                     | 40/149                                                          | 2008      | [ 211 ]         |
| دليل برتلسمان للتحول (دليل المكانة)                 | مؤسسة بيرتلسمان                               | 4/125                                                           | 2008      | [ 213 ]         |
| دليل برتلسمان للتحول (دليل الإدارة)                 | مؤسسة بيرتلسمان                               | 7/125                                                           | 2008      | [ 214 ]         |

## وصلات خارجية

### معلومات عامة
- مدونة تايوان في كتاب حقائق العالم
- نظرة على تايوان من بي بي سي أخبار
- لمحة عن تايوان من شبكة أخبار بي بي سي
- دليل سفر ومعلومات تايوان من لونلي بلانيت

### حكومة
- مكتب الرئيس
- اليوان الرقابي
- يوان الفحص
- اليوان التنفيذي
- مكتب الاستعلامات الحكومي
- المجلس القضائي
- المجلس التشريعي
- وزارة الشؤون الخارجية
- الجمعية الوطنية